# Ancien tramway de Rouen
Vous lisez un « article de qualité » labellisé en 2007.
Pour le réseau de tramway actuel, voir Tramway de Rouen.
L'ancien tramway de Rouen fut construit après la guerre de 1870-1871 et mis en service en 1877. À cette époque de croissance industrielle et démographique, les anciens modes hippomobiles de transport, fiacres et omnibus en place depuis la fin du XVIIIe siècle et progressivement renforcés, ne suffisent plus à assurer les dessertes urbaines.
Les édiles locaux décidèrent d’adopter ce nouveau moyen de communication, inventé aux États-Unis en 1832. D’abord à traction animale puis à traction mécanique (vapeur), le tramway fut électrifié en 1896. Son réseau s’étendit bientôt sur les différents quartiers du centre de la ville sur la rive droite de la Seine, atteignit les municipalités du plateau nord, les hauteurs de Bonsecours à l’est, irrigua la vallée textile du Cailly à l’ouest, franchit le fleuve et desservit, au sud, les faubourgs et banlieues industrielles de la rive gauche.
Le tramway de Rouen couvrit alors l’agglomération de 70 kilomètres de lignes, le plus long réseau électrique de France à la Belle Époque, contribuant aux succès des événements marquant l’histoire de la ville : exposition coloniale de 1896, fêtes du millénaire normand de 1911.
Même si les années 1920 virent encore une légère croissance du trafic, le développement du réseau était terminé, la concurrence des nouveaux modes routiers de déplacement urbain mettait un terme à son monopole. La montée en puissance des autobus et trolleybus, la crise des années 1930, et surtout la Seconde Guerre mondiale qui ravagea la cité normande, condamnèrent le tramway à la disparition.
Les dernières motrices cessent de circuler en 1953, après 76 ans de service. Depuis 1994, un nouveau tramway a été remis en exploitation dans la capitale normande.

## Les premiers tramways

### Cheval ou vapeur?
Intégrée au domaine royal de France après la conquête de la Normandie par Philippe Auguste, Rouen est demeurée une des plus grandes cités du royaume sous l’Ancien Régime. Le XIXe siècle y a vu prospérer, aux côtés des activités traditionnelles du textile et de la faïencerie, les nouvelles industries, chimie, papeterie, ainsi que la navigation sur la Seine, fleuve qui, depuis le Moyen Âge, constituait pour les Parisiens le chemin de la mer.
Napoléon disait : « Paris, Rouen, Le Havre forment une même ville dont la Seine est la grand-rue ». Rouen fut ainsi, avec Orléans, la première grande agglomération française à être reliée par chemin de fer avec Paris, le 3 mai 1843.
La croissance économique liée à l’épanouissement de la première révolution industrielle sous le Second Empire et l’augmentation continue de la population obligèrent les autorités municipales rouennaises, après la guerre de 1870-1871, à repenser les déplacements à l’intérieur de la ville ainsi qu’entre cette dernière et les communes riveraines en expansion.

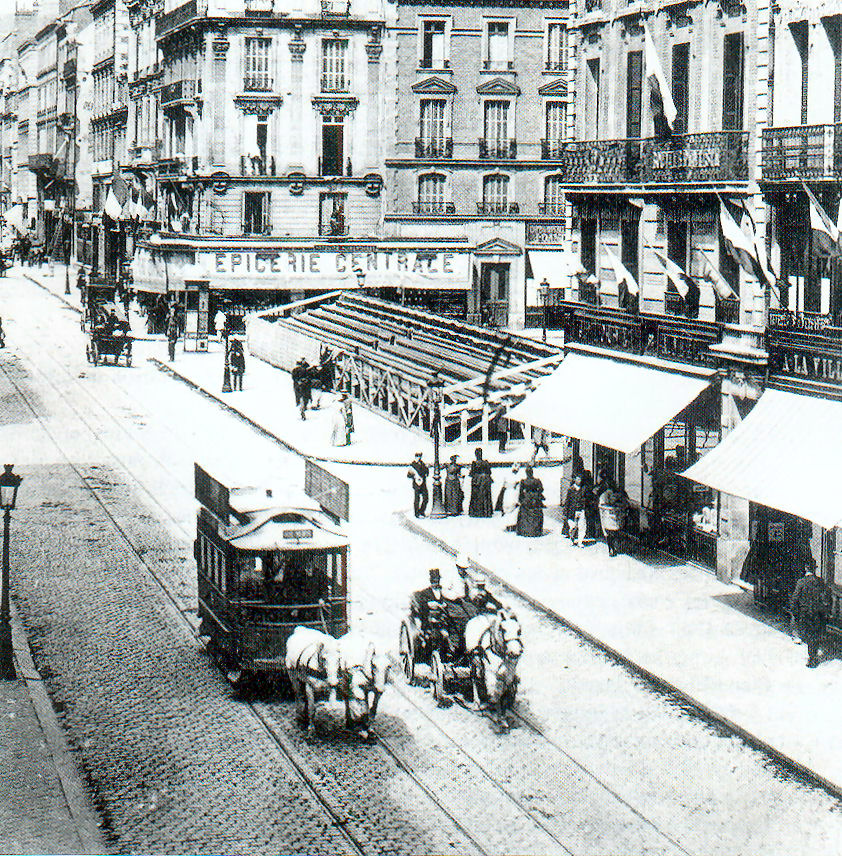
Un tramway hippomobile, rue Jeanne-d'Arc.

Les dessertes urbaines, toujours assurées par des fiacres, puis un service d’omnibus se limitant aux liaisons les plus rémunératrices, ne suffisaient plus à satisfaire les besoins d’une ville qui comptait déjà, avec ses faubourgs, plus de 170 000 âmes.
Les édiles municipaux firent mener, de 1873 à 1875, l’étude d’un ensemble de voies ferrées mettant en communication les principaux foyers rouennais de population. Elle aboutit à la signature du décret du 5 mai 1876, déclarant d’utilité publique un réseau à voie normale et à traction de chevaux totalisant neuf lignes pour un développement de 27 500 mètres, à savoir:
- ligne 1 : Pont de Pierre[notes 2] – Maromme (Demi-Lune), par la barrière du Havre et la R.N. 14 (6 600 m).
- ligne 2 : Hôtel de Ville – Darnétal, par la place Saint-Hilaire (3 500 m).
- ligne 3 : Hôtel de Ville – Sotteville-lès-Rouen (Quatre-Mares), par le Pont de Pierre et la mairie de Sotteville (4 800 m).
- ligne 4 : Pont de Pierre – Le Petit-Quevilly (Rond-Point), par l’église Saint-Sever (3 300 m).
- ligne 5 : Hôtel de Ville – Jardin des Plantes, par le pont de Pierre et l’église Saint-Sever (2 900 m).
- ligne 6 : Pont de Pierre – Gare Rue Verte, par les quais, les rues Jeanne-d’Arc et Ernest-Leroy[4] (1 700 m).
- ligne 7 : Pont de Pierre – Place Saint-Hilaire, par les boulevards de la Nitrière et Martainville (1 500 m).
- ligne 8 : Hôtel de Ville – Quai du Mont-Riboudet, par la rue de l’Hôtel-de-Ville[notes 3], la place et le boulevard Cauchoise[notes 4] (1 600 m).
- ligne 9 : Quai du Mont-Riboudet – Gare Rue Verte, par le boulevard Cauchoise, la rue de Crosne, le Vieux-Marché, les rues Rollon, Jeanne-d’Arc et Ernest-Leroy (1 600 m).

La ville était autorisée à rétrocéder l’établissement et l’exploitation à un ou plusieurs concessionnaires. Elle choisit rapidement le seul candidat sérieux, un citoyen britannique, M. Gustav Palmer Harding, représentant sur le continent la firme Merryweather, constructrice de locomotives à vapeur. Cette décision confirmait les liens ferroviaires étroits entretenus depuis près d’un demi-siècle entre la cité normande et la perfide Albion. Le souci de M. Harding étant évidemment de promouvoir les machines élaborées par son entreprise, il mit longtemps à imposer ses vues aux autorités municipales. Ces dernières, finalement convaincues, l’autorisèrent à exploiter à vapeur la ligne de Maromme (ligne 1), mise en service le 29 décembre 1877.
Les locomotives Merryweather, dont le dépôt était situé avenue du Mont-Riboudet, assuraient alors la traction des convois. De taille réduite, de poids restreint (4,7 t), ces locomotives réversibles à deux essieux accouplés, entièrement recouvertes d’une caisse en bois, avaient l’aspect d’une voiture normale pour ne pas effrayer les chevaux. Elles remorquaient des voitures à impériale dont le compartiment inférieur était fermé, la partie supérieure couverte mais ouverte latéralement.
Les premiers tramways à vapeur de type Léon Francq apparaissent rapidement sur la ligne de Maromme et sont mis en correspondance avec des tramways hippomobiles qui desservent le centre de la ville.

### Succès et remise en cause des premiers modes de traction

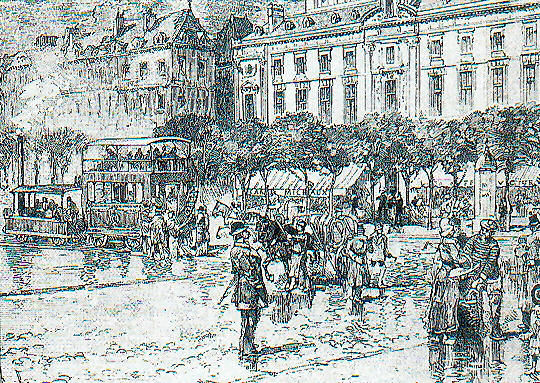
Le tramway à vapeur, près du théâtre, au début des années 1880.

Devant le succès de la première liaison, son prolongement jusqu’à la place Saint-Hilaire (ligne 7) ne tarda pas à être rapidement ouvert, le 1er juin 1878. M. Harding fondait alors la Compagnie des Tramways de Rouen (CTR), et mettait en exploitation de nouveaux tronçons, ceux de l’hôtel de ville au Mont-Riboudet (ligne 8) et de Darnétal (ligne 2) inaugurés en traction vapeur, respectivement les 3 septembre 1878 et 23 juin 1879.
En revanche, les lignes 4, 5, 6 et 3, traversant des quartiers aux rues trop étroites, furent confiées aux chevaux lors de leur mise en service, les 3 octobre 1878, 12 décembre 1878, 6 février 1879 et 27 septembre 1879. La ligne 9 ne fut pas construite en raison de difficultés techniques.
Pendant plus de six ans, les locomotives (le parc rassembla jusqu’à 23 engins) et les chevaux coexistent sur le réseau rouennais. Mais si la traction vapeur satisfait les usagers par sa régularité et sa vitesse (16 km/h de maximum autorisé entre le Mont-Riboudet et Maromme), elle se révèle trop onéreuse, le prix du charbon étant élevé tout comme la consommation de combustible, car avec les arrêts fréquents les chaudières refroidissaient.
De plus, les machines suscitent la colère des riverains qui les accusent de salir leurs rideaux, de briser leurs verres de cristal, et des cochers dont les animaux sont effrayés par la trompe du mécanicien et le bruit « infernal » des convois.
L’exploitation devint donc totalement hippomobile à partir de 1884. La CTR se trouvait alors à la tête d’une « cavalerie » d’environ 350 bêtes, dont les écuries se localisaient au Trianon et à Maromme, le dépôt du Mont-Riboudet ayant disparu.

### L’électrification du réseau

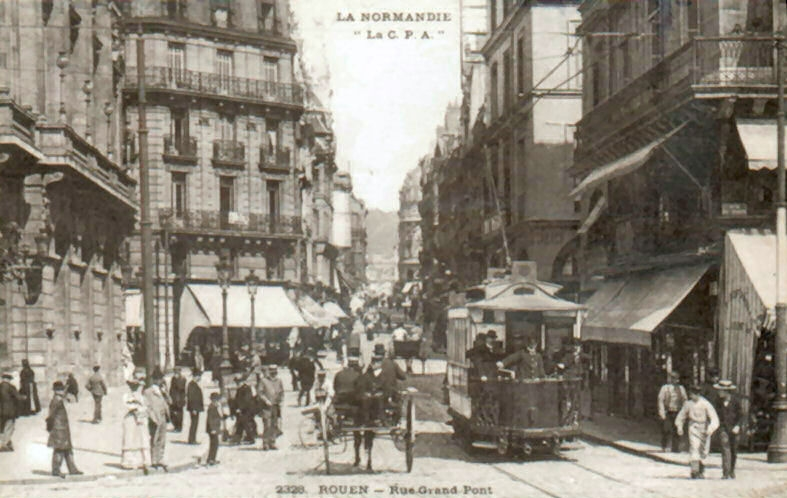
Le tram, rue Grand-Pont...

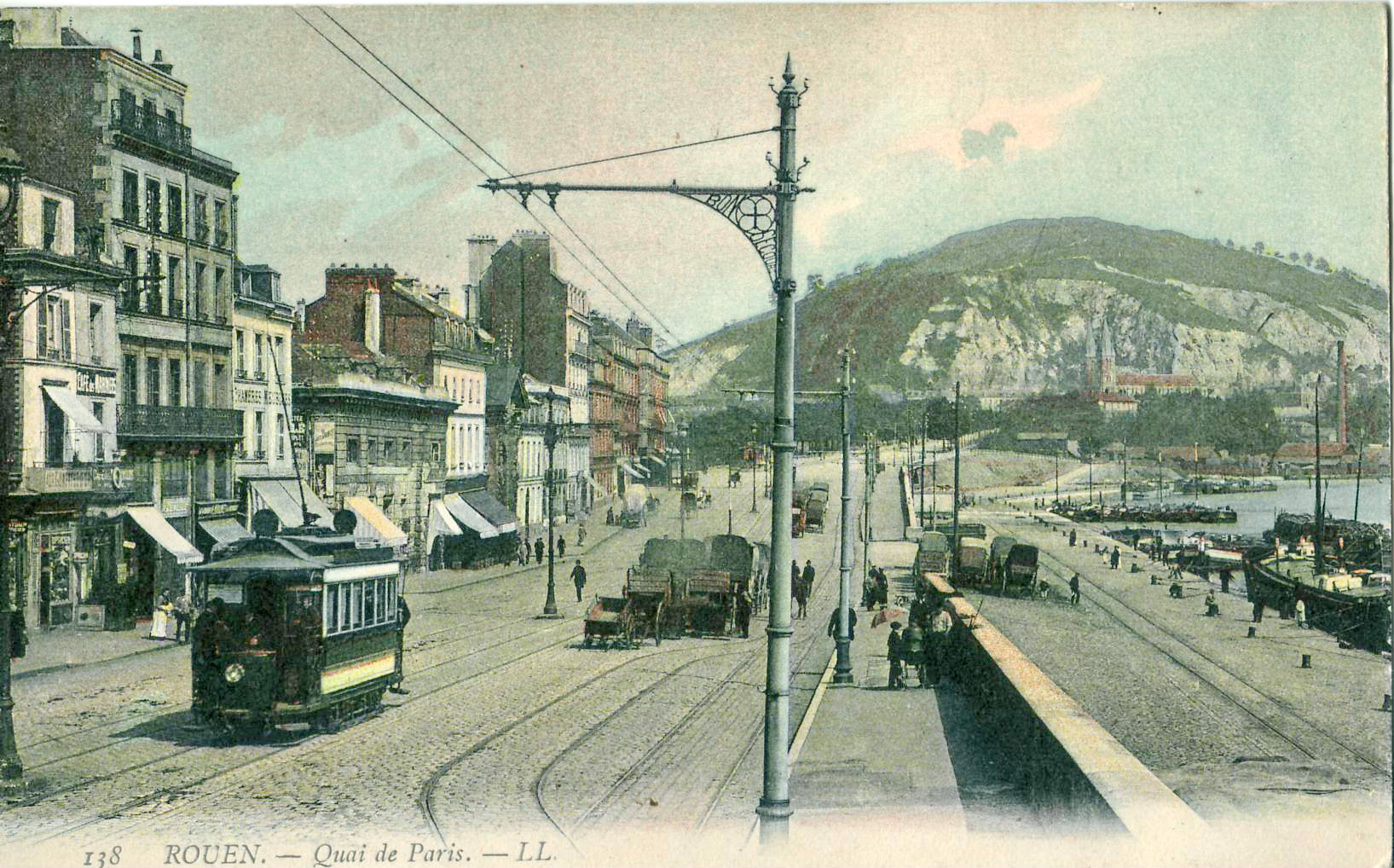
Quai de Paris...

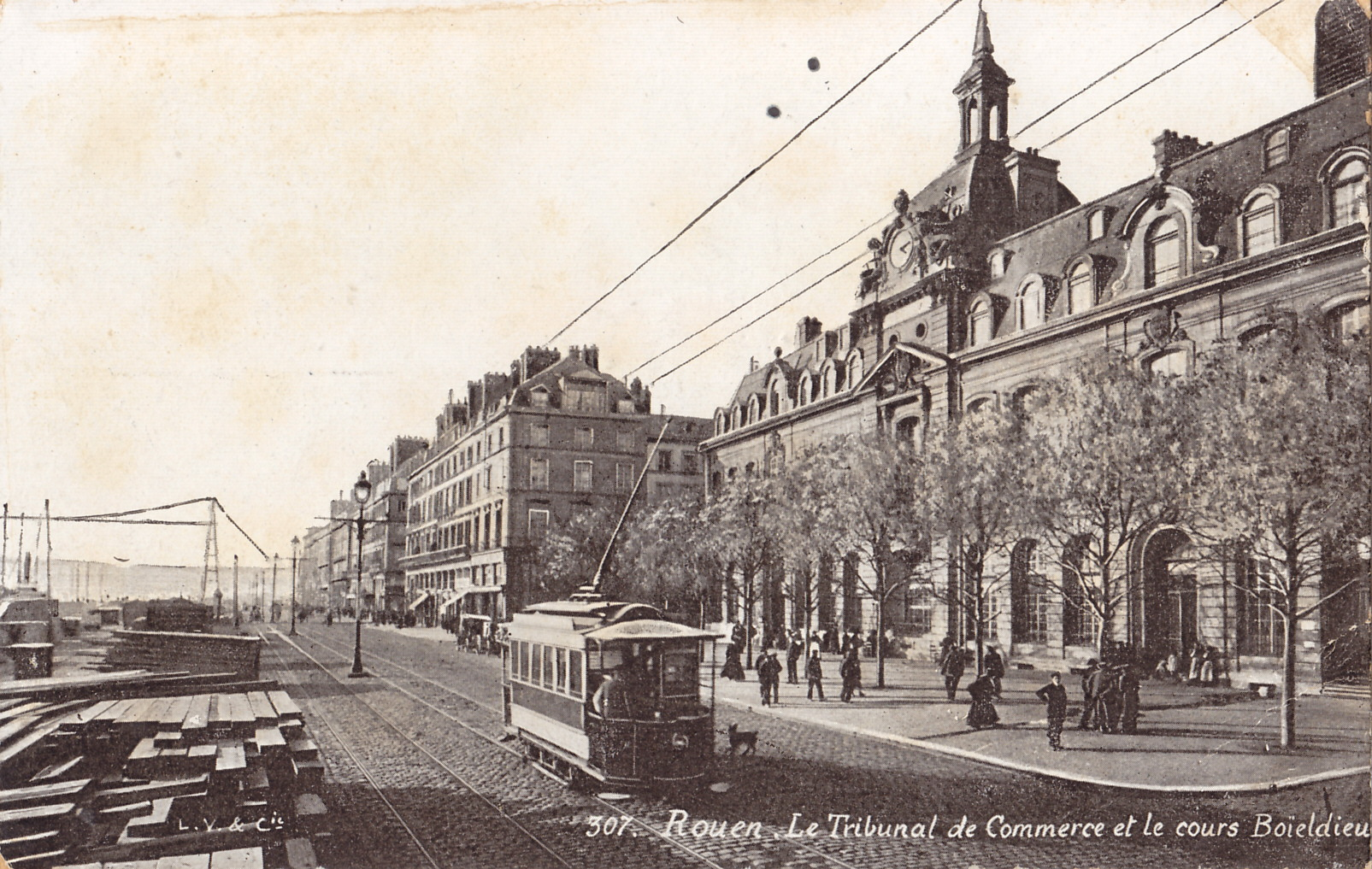
... et devant le Tribunal de commerce.

La médiocrité du service hippomobile et la perspective de la grande Exposition coloniale qui devait s’ouvrir à Rouen le 1er avril 1896 conduisirent la municipalité à envisager, en 1895, l’extension et l’électrification du réseau. Des conseillers municipaux furent envoyés en mission pour observer des réalisations françaises et étrangères ; un de ces édiles passa même un an aux États-Unis. Finalement, après de longs débats, la mairie accepta le projet de la CTR.
L’électrification fut alors confiée à la société Thomson Houston, alors qu’était élaboré le « premier réseau » riche de dix lignes à voie normale, nouvelles ou reprenant les anciens tracés :
- ligne 1 : Pont Corneille – Maromme
- ligne 2 : Avenue du Mont-Riboudet – Darnétal
- ligne 3 : Hôtel de Ville – Gare de Sotteville
- ligne 4 : Place Beauvoisine – Jardin des plantes
- ligne 5 : Place Beauvoisine – Place des Chartreux
- ligne 6 : Hôtel de Ville – Rond-Point au Petit-Quevilly
- ligne 7 : Pont Corneille – Gare rue Verte
- ligne 8 : Hôtel de Ville – Rue de Lyons
- ligne 9 : Circulaire par les boulevards et les quais de la rive droite
- ligne 10 : Gare de Sotteville – Quatre-Mares

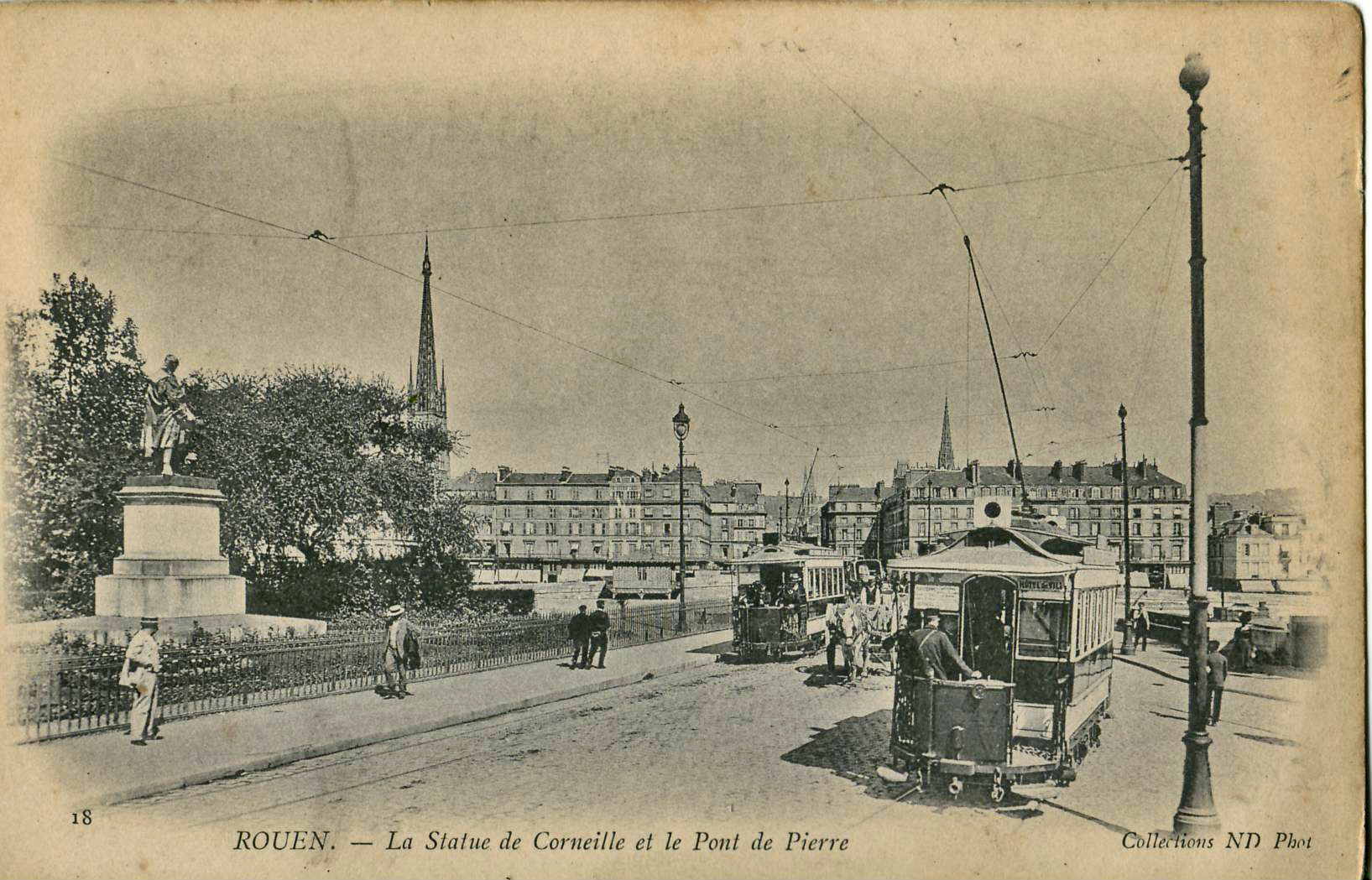
Tramways électriques sur le pont de pierre, vers 1902.

## Le plus long réseau électrique de France

Carte animée de l'évolution des infrastructures ferroviaires de l'agglomération de Rouen, dont celle des anciens et actuels tramways, de 1875 à nos jours.

### L’engouement populaire

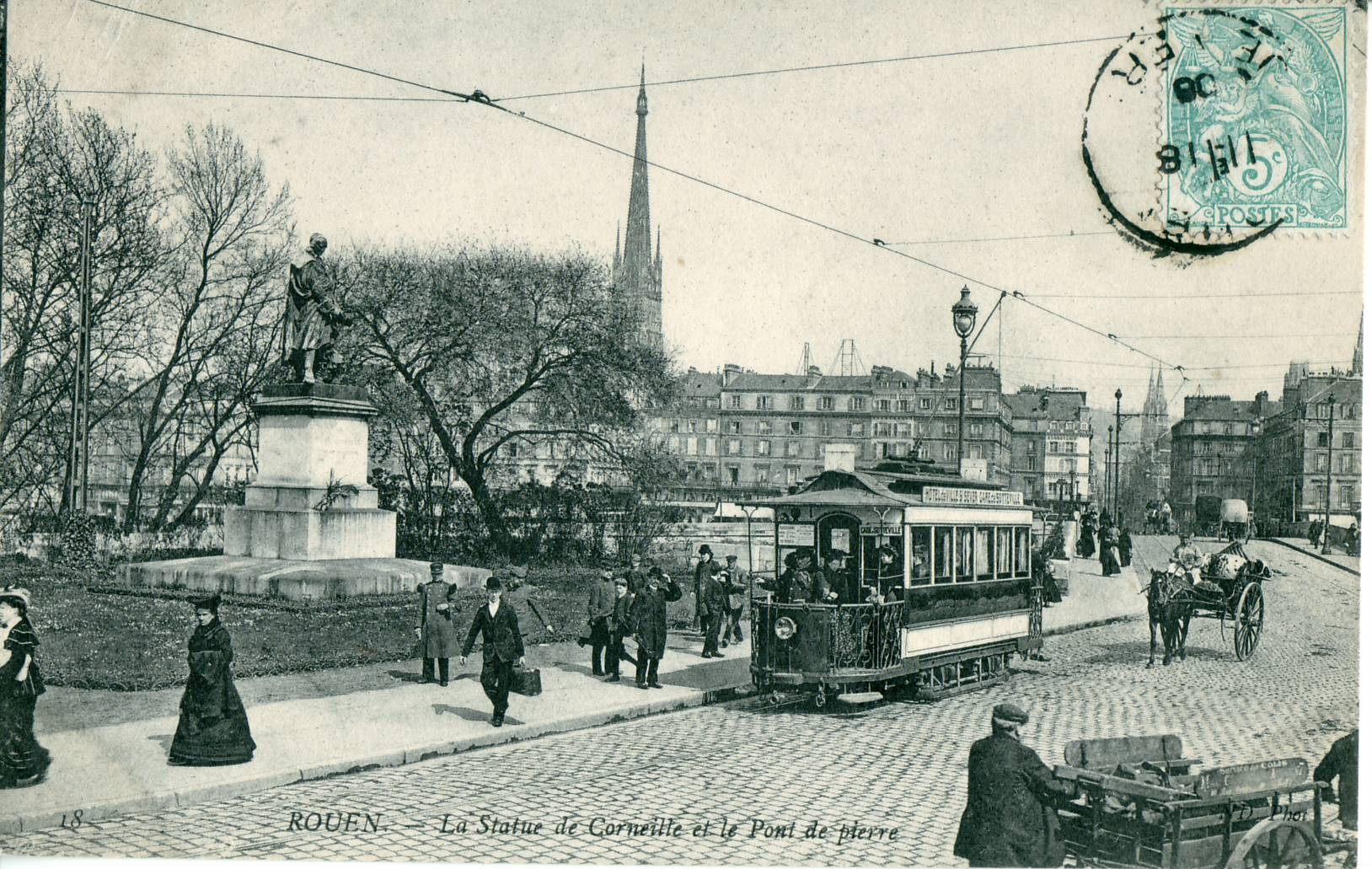
... sur l'ancien pont Pierre-Corneille...

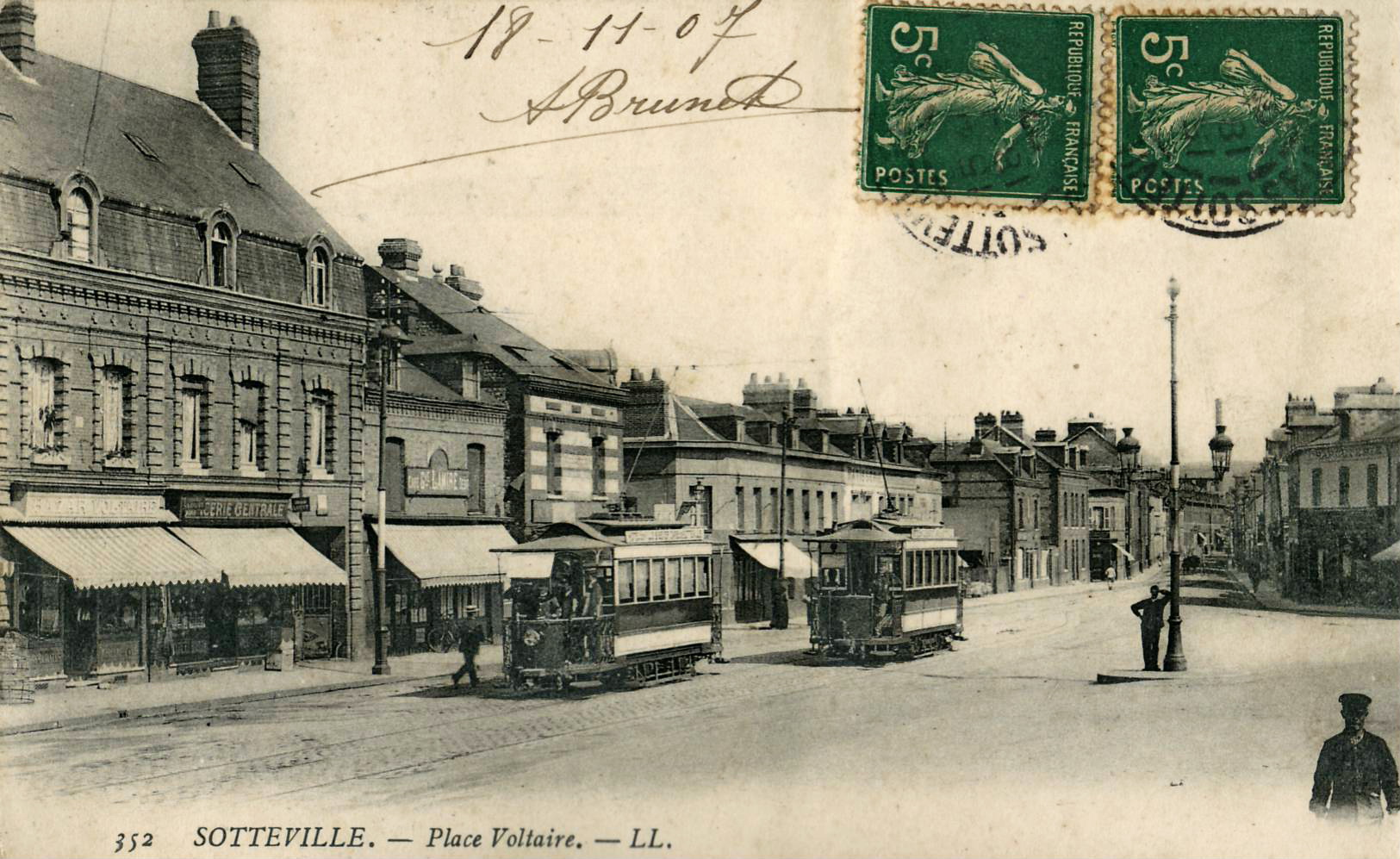
Le nouveau tramway à Sotteville, place Voltaire...

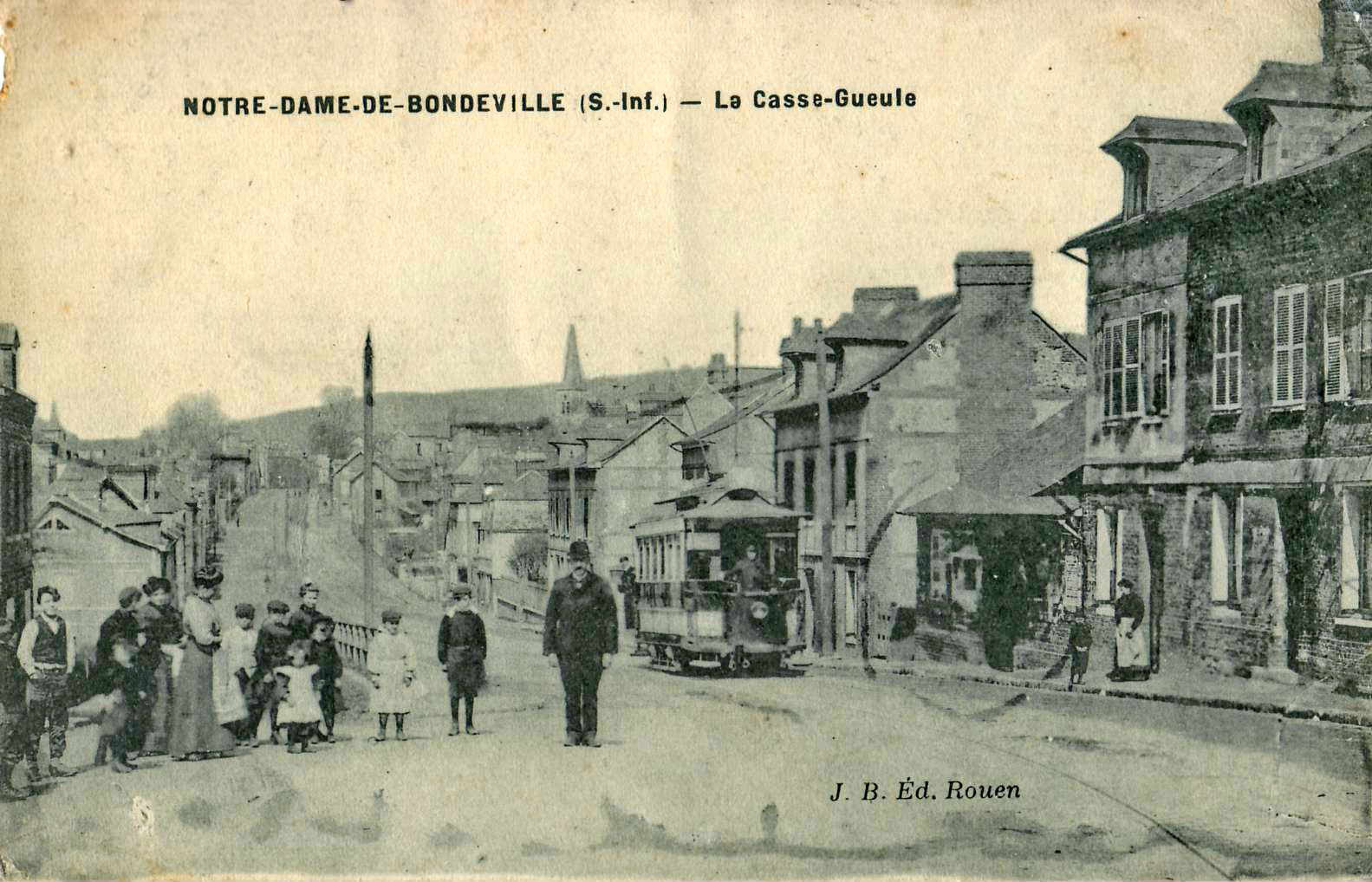
... et au Casse-Gueule de Notre-Dame-de-Bondeville.

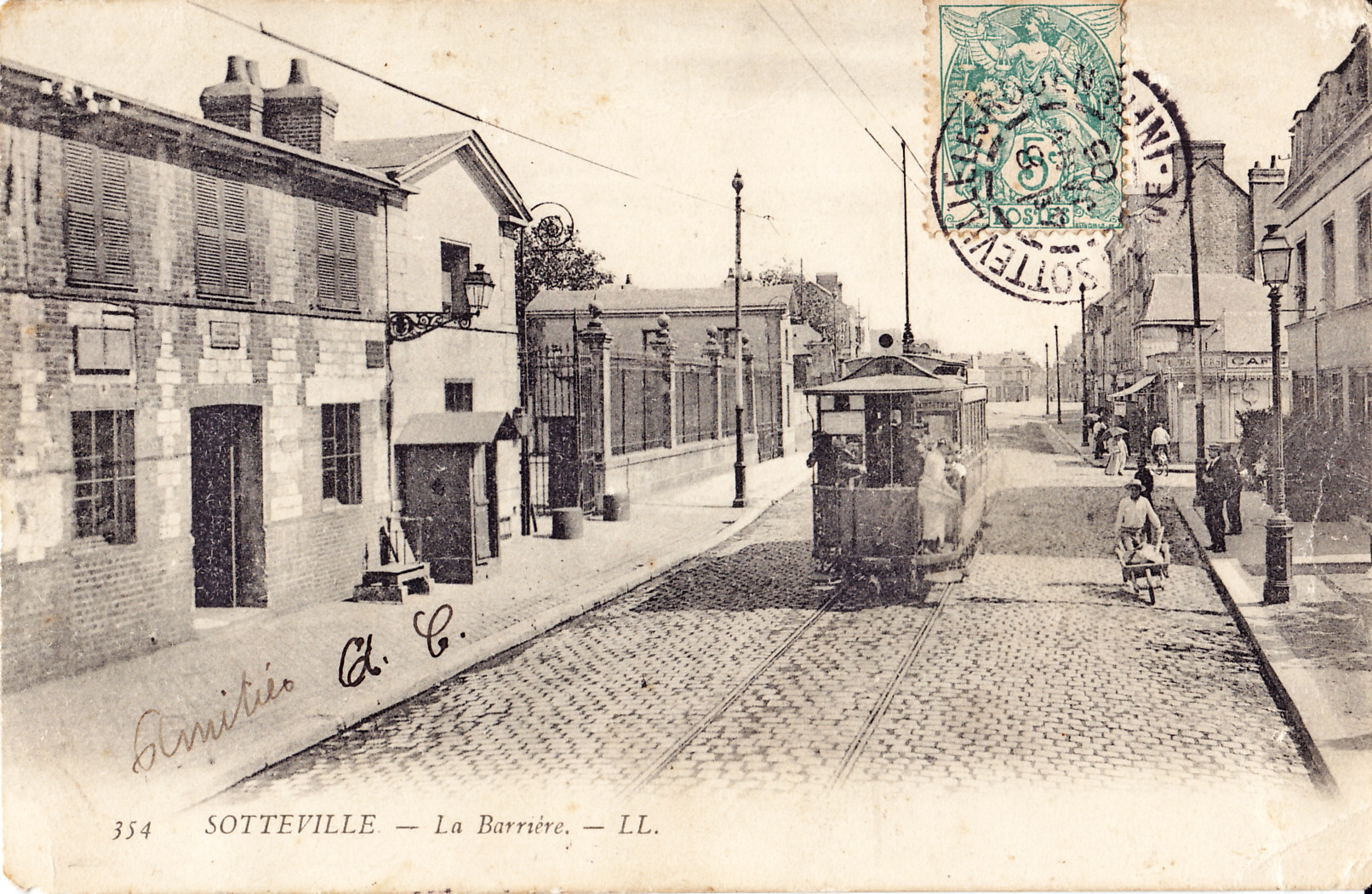
... et à l'octroi de Sotteville

Les travaux d’infrastructure et de construction de la centrale électrique, rue Lemire, furent exécutés avec une étonnante célérité. Une première motrice était mise en service le 22 janvier 1896, le réseau électrifié fut livré avec quinze jours d’avance sur le programme ; le dernier tramway hippomobile circula le 19 juillet sur la ligne de Sotteville.
Dès les premiers tours de roues, ce nouveau mode de transport eut un succès considérable (en 1896, plus de 15 millions de passagers sont transportés), les motrices étaient prises d’assaut par des Rouennais enthousiastes. Le parc de traction, composé de 50 véhicules, dut être renforcé par la commande de 25 nouveaux engins dès la première année de service. Il s’agissait de tramways classiques à deux essieux mus par deux moteurs de 25 CV (un par essieu) et d’une capacité de 40 places.
Grâce à la réussite populaire, le réseau fut complété : prolongement de la ligne 10 jusqu’à Saint-Étienne-du-Rouvray inauguré le 16 avril 1899, construction d’une 11e section de Maromme à Notre-Dame-de-Bondeville (17 décembre 1899), d’une 12e de l’église Saint-Sever à la barrière Saint-Maur (6 février 1908).
Les tramways de Rouen disposaient alors de 37 kilomètres de lignes (le réseau électrique le plus important de France), sur lesquelles les convois, pouvant comporter jusqu’à trois véhicules, circulaient à 20 km/h, les départs s’échelonnant toutes les 20 minutes.

### Mise en place d’un second réseau

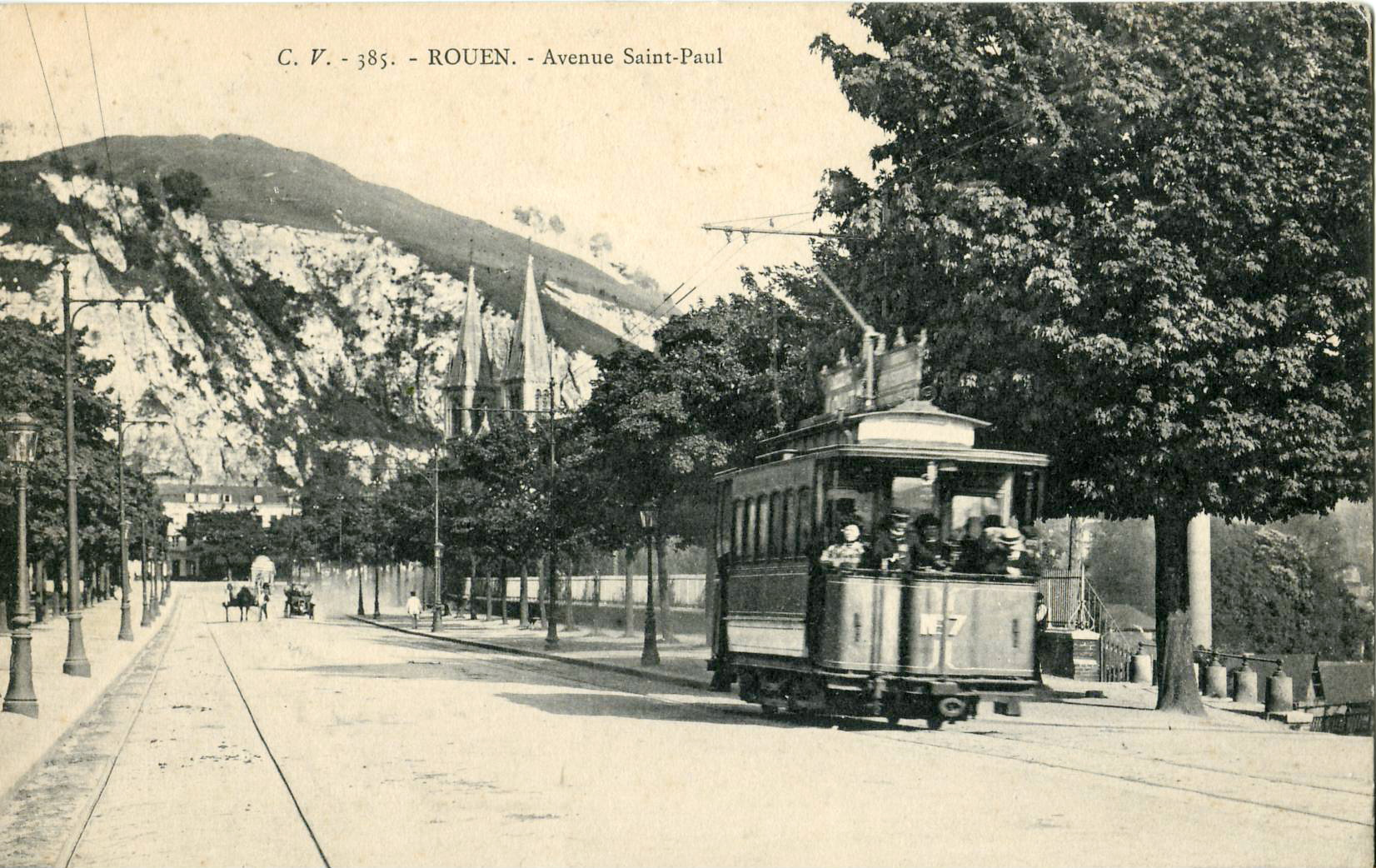
Motrice 7 sur l'avenue Saint-Paul, dans les années 1900.

Informé du dynamisme des transports en commun de la capitale normande, le baron Empain, par l’intermédiaire d’un de ses collaborateurs, M. Cauderay, proposa la création d’un second réseau complémentaire, . Après s’être heurté à de nombreuses difficultés auxquelles n’était pas étrangère la CTR agacée par ce concurrent imprévu, la nouvelle compagnie dénommée  Traction Électrique E. Cauderay, filiale de la célèbre Compagnie générale de traction, se voyait attribuer, par le décret du 17 juillet 1899, la concession de cinq itinéraires :
- ligne 1 : Gare d’Orléans – Amfreville-la-Mi-Voie
- ligne 2 : Quai de la Bourse – Bapeaume
- ligne 3 : Quai de Paris – Église du Petit-Quevilly, par le pont Boieldieu
- ligne 4 : Quai de la Bourse – Bihorel
- ligne 5 : Place du Boulingrin – Cimetière nord, par l'avenue du cimetière Monumental.

Les premières circulations eurent lieu dès le 18 janvier 1900 sur la ligne 1, les autres tronçons furent mis en service le 10 mars de la même année, mais, face à l’opposition de la CTR, le tramway du Petit-Quevilly dut être amputé d’une partie de son parcours, son terminus établi rue Léon-Malétra.

### Vers la concentration

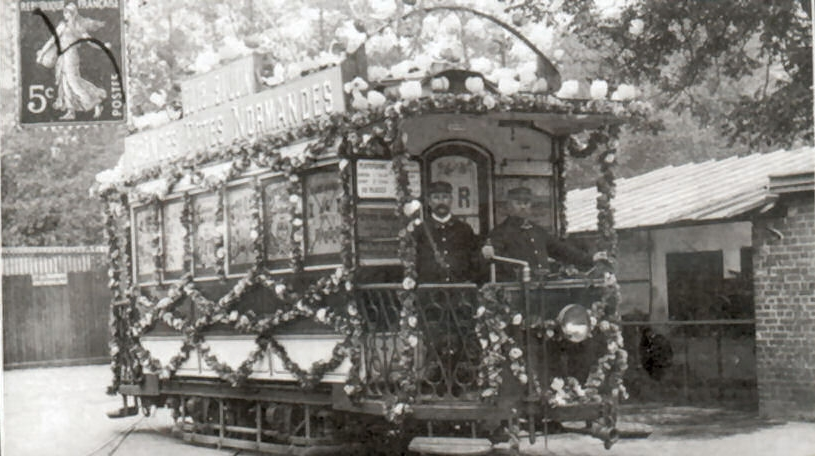
Tramway décoré à l’occasion des fêtes du millénaire normand en 1911.

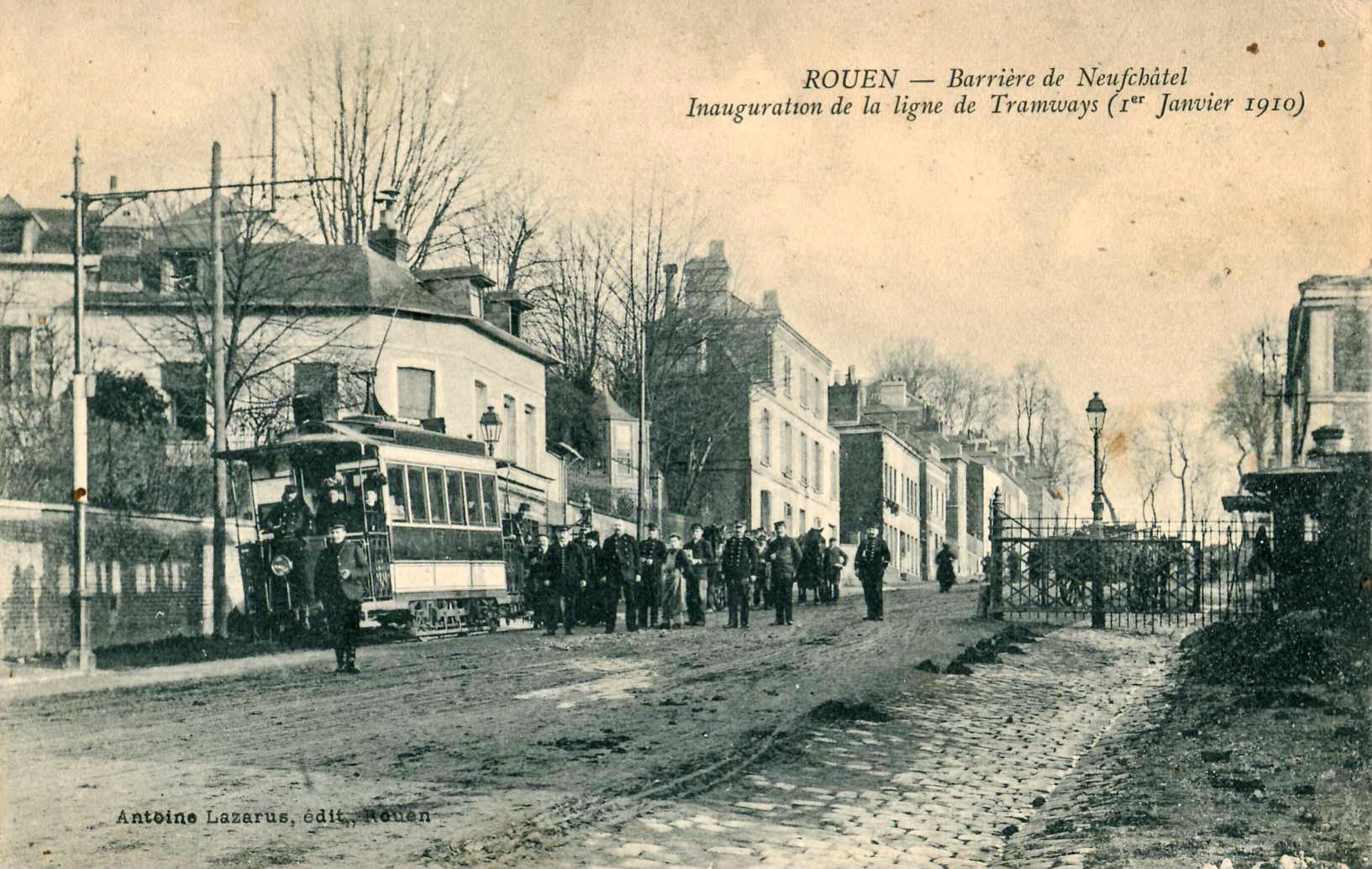
Inauguration du prolongement d'une des lignes à la Porte de Neufchâtel, le 1er janvier 1910.

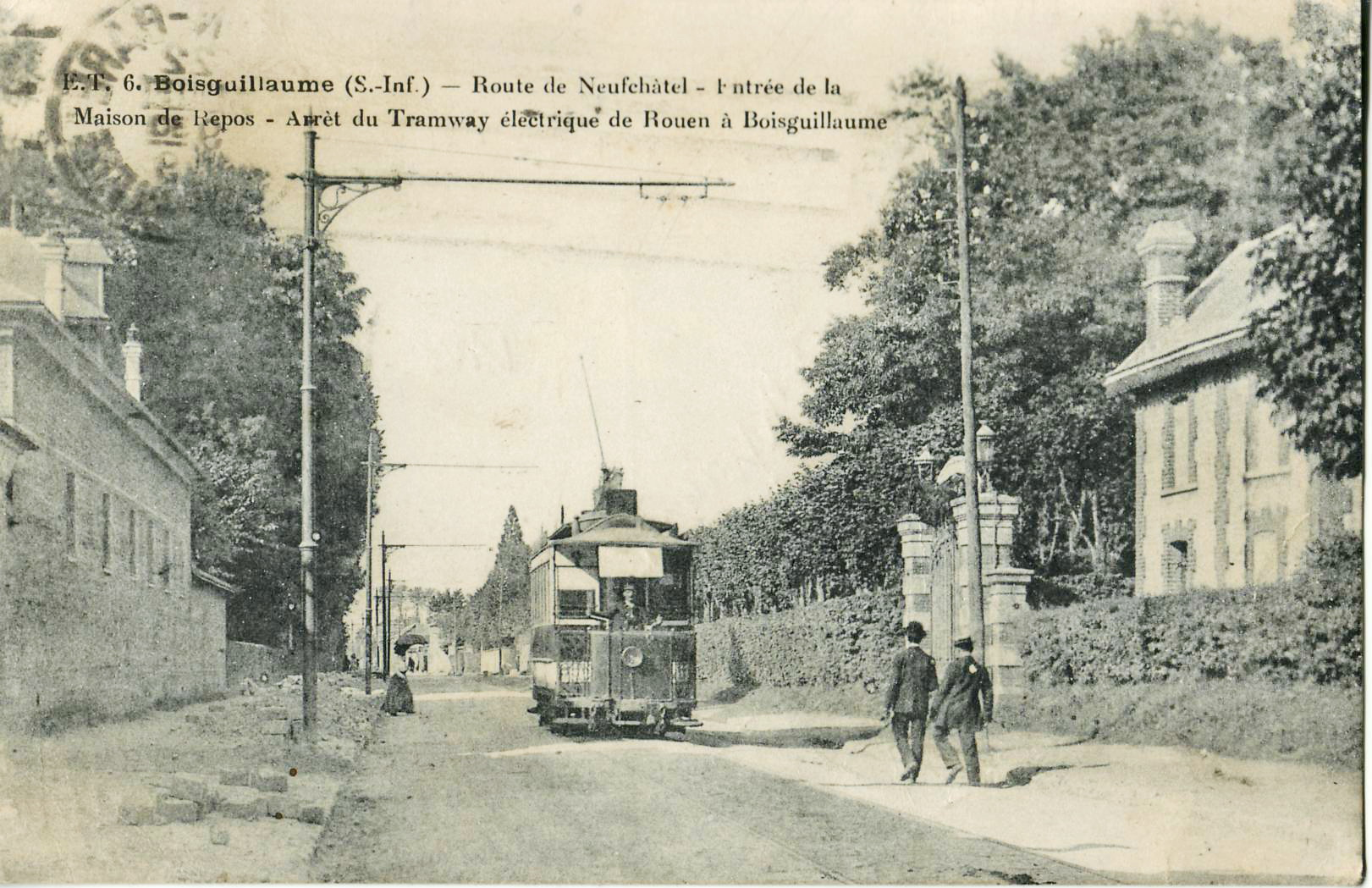
Tramway à l'entrée de Bois-Guillaume.

Ce second réseau était nettement moins productif que le premier. Pour 16 kilomètres de voies, les convois transportèrent seulement 1 460 000 passagers en 1901, soit 91 000 par kilomètre, un chiffre cinq fois inférieur à celui que connaissait le frère ennemi (en 1908, plus de 20 millions de personnes furent véhiculés par les réseaux rouennais, 19 millions par la CTR, 1 660 000 par la CGT).
Des problèmes administratifs, l’accident spectaculaire du Monumental le 6 novembre 1906 et un déficit considérable conduisirent la CGT à se débarrasser en 1908 de ce second réseau au profit de la Compagnie centrale des chemins de fer et tramways. Cette dernière fonda la Compagnie rouennaise de Tramways ou CRT, rétrocéda ses droits, en 1910 à la CTR, enfin débarrassée de ses rivales éphémères.
La CTR, maîtresse de l’ensemble des transports en commun de Rouen et de ses banlieues (la Compagnie avait en outre absorbé le tramway et le funiculaire de Bonsecours le 25 décembre 1909), réorganisa les lignes dans la perspective d’une desserte plus cohérente de l’agglomération.
Elle acheva également l’extension du réseau avec la mise en service des derniers itinéraires, en prolongeant la ligne 12 jusqu’au Champ de Courses le 1er janvier 1910, en atteignant la mairie de Bois-Guillaume le 4 juin 1911 et celle de Mont-Saint-Aignan le 15 mars 1913 ; le dernier tronçon, concédé au titre des voies ferrées d’intérêt local, relia Grand-Quevilly (rue de l’Église) et, par embranchement, la mairie du Petit-Quevilly, le 1er août 1915. Le réseau atteignit alors sa plus grande extension avec 85,703 kilomètres de ligne (en comptant le tramway de Bonsecours).

### Le tramway pendant la Première Guerre mondiale

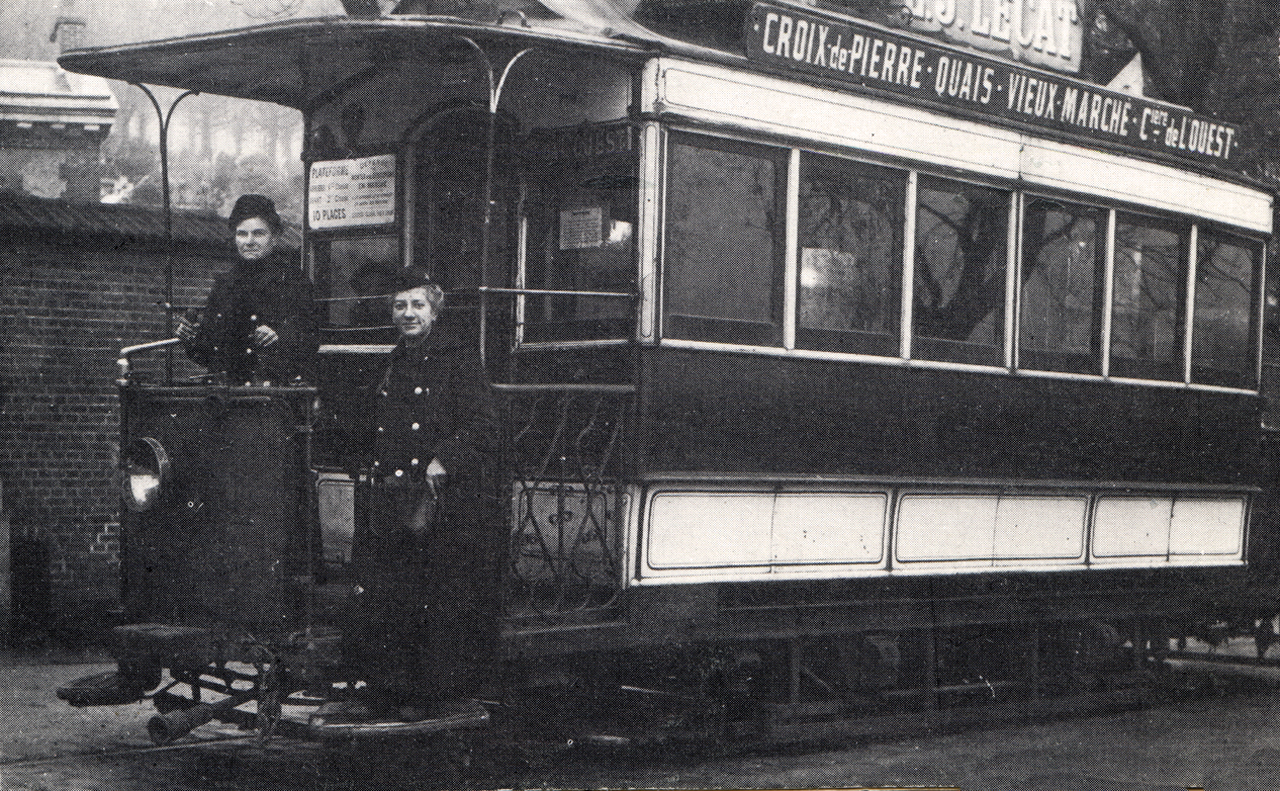
Wattwoman et receveuse durant la Première Guerre mondiale (1916).

La Première Guerre mondiale n’allait pas autant qu’ailleurs affecter le service des tramways. Après une courte perturbation liée aux mobilisations massives d’août 1914, la CTR se fit un devoir de maintenir un service normal durant les quatre années de conflit. Elle pallia son manque d’effectifs par la multiplication des heures supplémentaires, la suppression des congés, l’emploi du personnel des dépôts à la traction ; les receveurs furent, à leur plus grande satisfaction, presque tous promus wattmen.
À partir de 1916, des femmes (âgées de plus de vingt-quatre ans en 1916, de plus de vingt-trois ans en 1918) suppléèrent les hommes dans la conduite des tramways, mais, sexisme de l’époque obligeant, ces « wattwomen » ne purent circuler que sur les lignes dites faciles, celles de Mont-Saint-Aignan, de Bois-Guillaume ou du Monumental à fortes déclivités leur étaient interdites.
Pour satisfaire aux besoins militaires, le réseau prolongea le tronçon du Champ de Courses jusqu’au château du Madrillet, siège d’une importante base du corps expéditionnaire britannique. Il établit également un raccordement avec la gare Saint-Sever pour permettre l’acheminement des blessés arrivés par convois ferroviaires jusqu’aux principaux hôpitaux de la ville. Ces installations, construites en des temps records, disparurent la paix retrouvée.

## Des difficultés d’exploitation à la fermeture du réseau

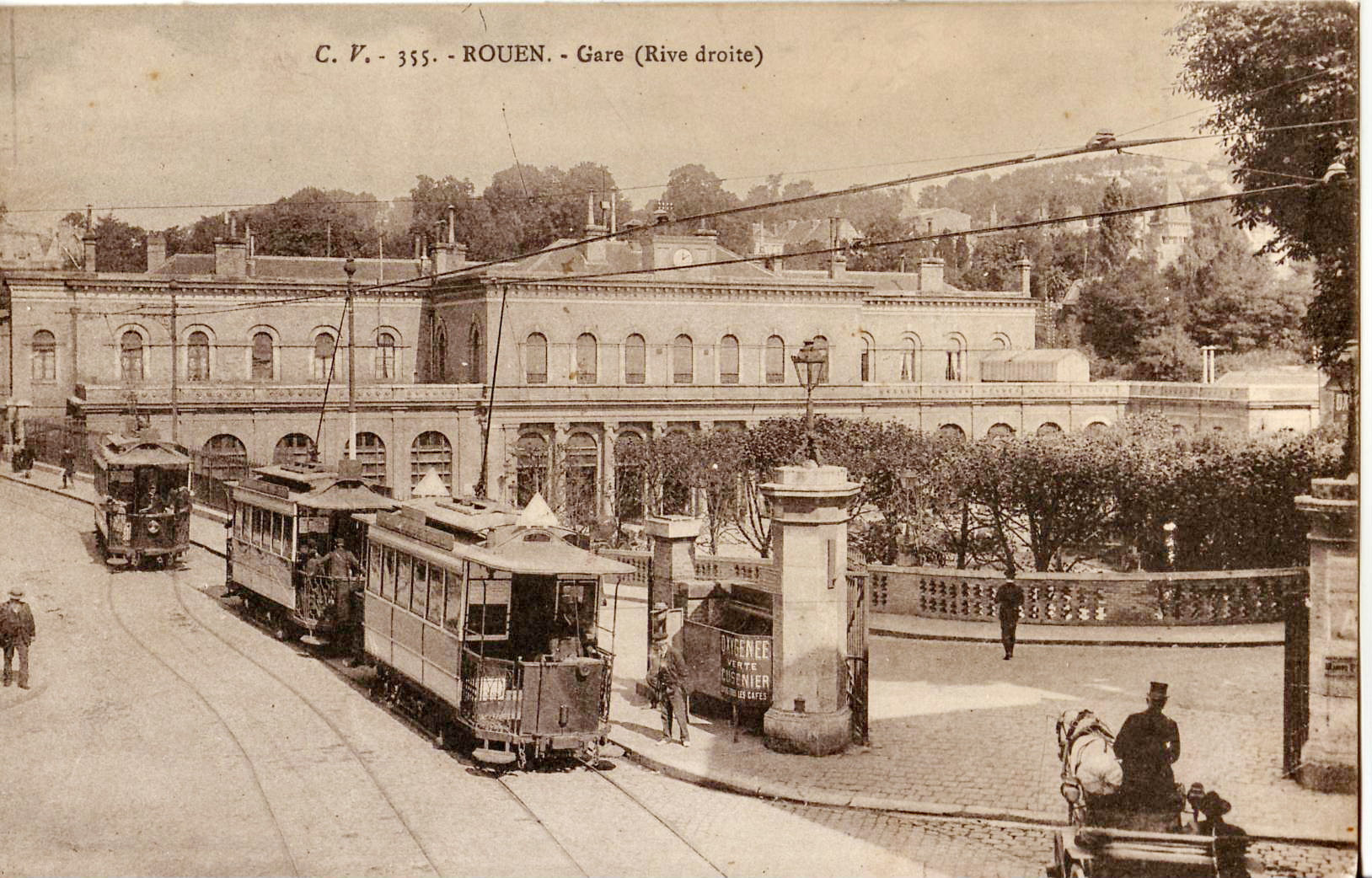
Le tramway sur un évitement, près de la Gare rive droite.

### Une reprise laborieuse et les débuts de la concurrence
Faute d’entretien, voies et matériels se retrouvèrent en piteux état à la fin des hostilités, alors que les dépenses augmentaient de manière vertigineuse. Cette situation délicate devint dramatique après le grave incendie du dépôt du Trianon qui, le 30 novembre 1921, détruisit 70 motrices sur les 155 possédées par la CTR.
Des hausses successives de tarifs permirent de parer au plus pressé, mais avec la nouvelle convention du 29 décembre 1923, s’annonçaient la réorganisation du réseau et l’arrivée prochaine d’un rude concurrent pour le tramway : l’autobus.
Le transport par fer était alors l’objet de vives critiques, on lui reprochait l’insuffisance du nombre de places offertes, la lenteur et l’inconfort de ses voitures, son encombrement en centre-ville alors que la circulation automobile « explosait ». Un nouvel accident sur la ligne du Monumental, le 5 octobre 1925, précipita les événements, les tramways perdaient leur premier itinéraire.

### L’innovation pour résister

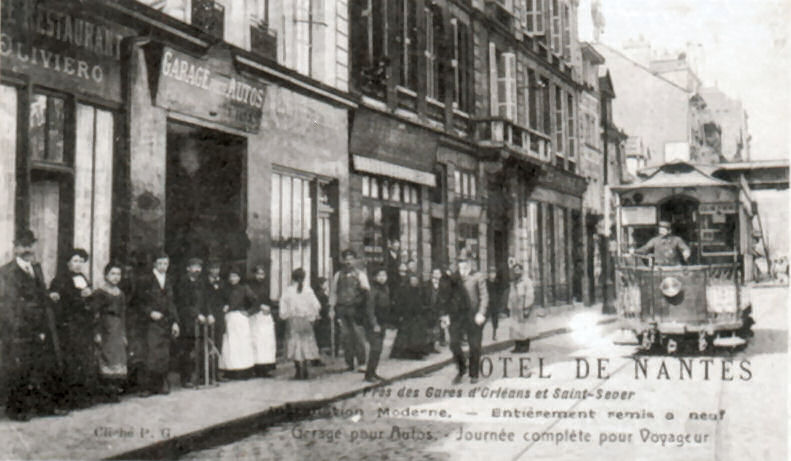
Rive gauche, entre les gares de Saint-Sever et d’Orléans.

Cela n’empêcha pas la CTR de battre tous ses records d’affluence en 1928 avec plus de 30 millions de voyageurs transportés. Dès 1929 toutefois, les autobus s’emparaient des rues étroites du centre ainsi que des tronçons à faible trafic (Chartreux, Maromme, Circulaire…). Les tramways continuaient à rouler et n’entendaient pas se faire évincer, aussi entreprenait-on de grandes opérations de rénovation et de modernisation du matériel durant la décennie précédant le second conflit mondial. Entre 1928 et 1932, 75 motrices de la première génération étaient reconstruites, alors que la classe unique s’imposait, permettant l’emploi d’un seul agent par voiture.
Dynamiques, les ateliers rouennais mirent au point deux prototypes, de conception classique, mais munis d’une double porte pliante à l’avant et d’un dispositif de sécurité à air comprimé pour l’un, électrique pour l’autre, qui servirent de modèles pour une série de 25 voitures appelées « Nogentaises ». 25 remorques neuves, vestibulées, complétaient cette œuvre de progrès.
En 1931, fut construite une motrice « révolutionnaire » équipée de freins à disques et de la commande à pédales, qui ne donna pas, faute de moyens financiers, de descendants.
Les années trente virent également l’arrivée des trolleybus, cumulant le double avantage de la traction électrique et de l’adhérence du pneumatique ; ces nouveaux venus supplantèrent les vieux tramways sur les lignes du Mont-Saint-Aignan, de Sotteville et de Saint-Étienne-du-Rouvray. En 1938, le parc de traction fut toutefois renforcé par l’arrivée des « Parisiennes », dix rames réversibles provenant de la capitale.

### La Seconde Guerre mondiale et la fin du tramway

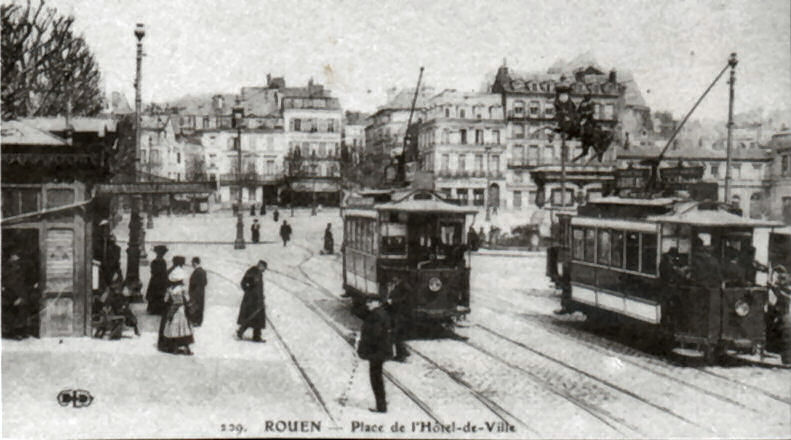
Deux motrices, place de l’Hôtel-de-Ville.

La Seconde Guerre mondiale frappa durement la cité normande et son réseau de transport. Déjà, en 1939, la mobilisation et les réquisitions avaient réduit le nombre des circulations; l’avance ennemie, en 1940, contraignit le génie à dynamiter les ponts, le 9 juin, ce qui paralysa les relations par tramways entre les deux rives jusqu’en 1946.
Avec l’occupation allemande, les lignes furent progressivement rouvertes mais le service était réduit. Les difficultés étaient telles durant cette douloureuse période que les dirigeants de la CTR durent improviser des ateliers d’entretien en plein air. Les bombardements du printemps 1944 mirent un terme à ce semblant d’exploitation par leurs destructions massives, en particulier l’anéantissement de la centrale de la rue Lemire.
Le 30 août 1944 vit la fin de l’occupation nazie et la libération de la ville qui allait lentement panser ses plaies. Le bilan des années noires s’avérait catastrophique : sur les 76 motrices circulant en 1939, 24 avaient été détruites, 25 étaient endommagées ; voies et lignes aériennes étaient mutilées ; le dépôt du Trianon avait été touché à plusieurs reprises par les bombes.
Une lente reprise du trafic put toutefois s’opérer grâce au dévouement du personnel et parfois avec l’aide bénévole des usagers qui participaient à la manœuvre des remorques. En 1945, 38 motrices et 14 remorques étaient en état de marche, mais, malgré le rétablissement du passage sur la Seine pour les tramways le 20 avril 1946, la guerre avait condamné ce premier mode de transport de masse de l’agglomération normande. Le matériel était à bout de souffle, Rouen était sillonné par des engins vétustes, hors d’âge ; les voitures furent ainsi progressivement remplacées par les autobus et trolleybus.
En mars 1950, la municipalité décidait la suppression définitive du tramway, mais celle-ci subit un certain retard. Ce fut seulement le samedi 28 février 1953 que le dernier convoi circula sur la ligne du Champ de Courses. Cependant les Rouennais n'oublièrent pas les services rendus par leur tram, ils lui organisèrent un enterrement de première classe. En effet, quelques instants après l'ultime circulation régulière, un défilé d'honneur composé de trois motrices conduisit celles-ci, acclamées par la foule, de l'Hôtel de ville au dépôt du Trianon. Le tramway méritait sans doute un tel hommage après 76 ans de service.

## Les autres infrastructures

### Funiculaire et tramway de Bonsecours

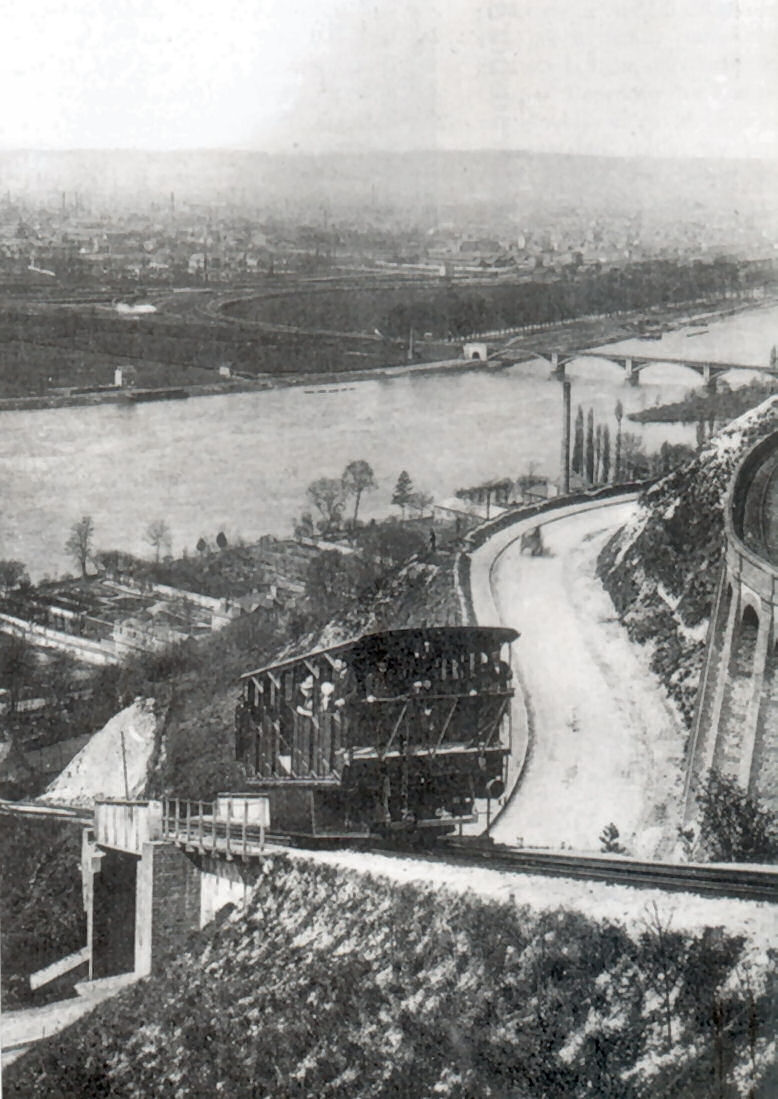
Le funiculaire de Bonsecours monte d’Eauplet vers son terminus.

#### Les projets de desserte
Bonsecours, situé sur un plateau au sud-est de Rouen, ne disposait jusqu’en 1890 que de rares omnibus assurant les liaisons avec la capitale normande. Pourtant, cette commune attirait de nombreux promeneurs, séduits par le splendide panorama dont on jouissait sur les méandres de la Seine, et une foule de pèlerins se rendant au sanctuaire dédié à la Vierge.
Un premier projet de voie ferrée de montagne, plus connu sous le nom des « tramways de granit », fut présenté en 1876 par M. Cordier ; c’était une de ces idées farfelues dont nous a souvent gratifié le transport par rail au XIXe siècle. Pour pallier la faible adhérence des voies classiques, M. Cordier envisageait un chemin de roulement constitué de deux dalles de granit enchâssées dans le béton et comportant entre elles une poutre continue de guidage. La ligne de 2 200 m, dont le départ était fixé quai de la Bourse, aurait été fréquentée par des véhicules automoteurs à vapeur d’une capacité de 30 places seulement, mais capables de circuler autant sur les voies publiques que sur leur infrastructure spéciale. Outre son côté technique aventureux, cette ligne aurait représenté un investissement considérable, la rampe de 100 ‰ menant à Bonsecours ne nécessitant pas moins de 30 viaducs d’une longueur totale de 250 m. On imagine aisément que le projet fut abandonné rapidement.

#### La mise en place du funiculaire et du tramway
Finalement, c’est en 1892 que Bonsecours fut relié aux « basses terres » grâce à la construction, par deux ingénieurs suisses, MM. Ludwig et Schopfer, d’un funiculaire à contrepoids d’eau. Déclaré d’utilité publique le 8 juin 1892 et inauguré le 19 du même mois, ce chemin de fer de montagne, long de 400 m et s’élevant à 132 m au-dessus du fleuve, partait d’Eauplet sur les bords de la Seine pour aboutir sur l’esplanade de la Basilique. La voie, d'un écartement inhabituel de 1,20 m, était dotée d'une crémaillère et atteignait la déclivité maximale de 360 ‰.
Chaque voiture, pouvant transporter 90 personnes dont 50 assises, était mise en mouvement par un système de contrepoids hydraulique et était équipée d’une cuve à eau remplie en cinq minutes. La voiture descendante partait cuve pleine et entraînait ainsi la voiture montante. Douze allers et retours quotidiens étaient prévus, davantage les jours de grande affluence. Déjà lourdement pénalisé par l’irrégularité du bateau d’Eauplet assurant la correspondance avec Rouen, le funiculaire dut affronter avant la fin du siècle un dangereux rival : le tramway.
Envisagée dès 1889 en traction vapeur, puis électrique à partir de 1895, la nouvelle ligne dont l’exploitation était confiée à la Compagnie du Tramway de Bonsecours, fut mise en service le 21 mai 1899. D’une longueur de 5 600 m entre ses deux extrémités (le pont Corneille et le croisement au Mesnil-Esnard de la RN 14 avec le chemin de Belbeuf), cet itinéraire voyait circuler des motrices (sept au maximum) plus puissantes que leurs homologues rouennaises. Les motrices, devant être capables d’avaler de fortes rampes (jusqu’à 90 ‰), possédaient deux moteurs de 38 CV et pouvaient accueillir 48 passagers, plus 42 autres si une remorque leur était attelée.

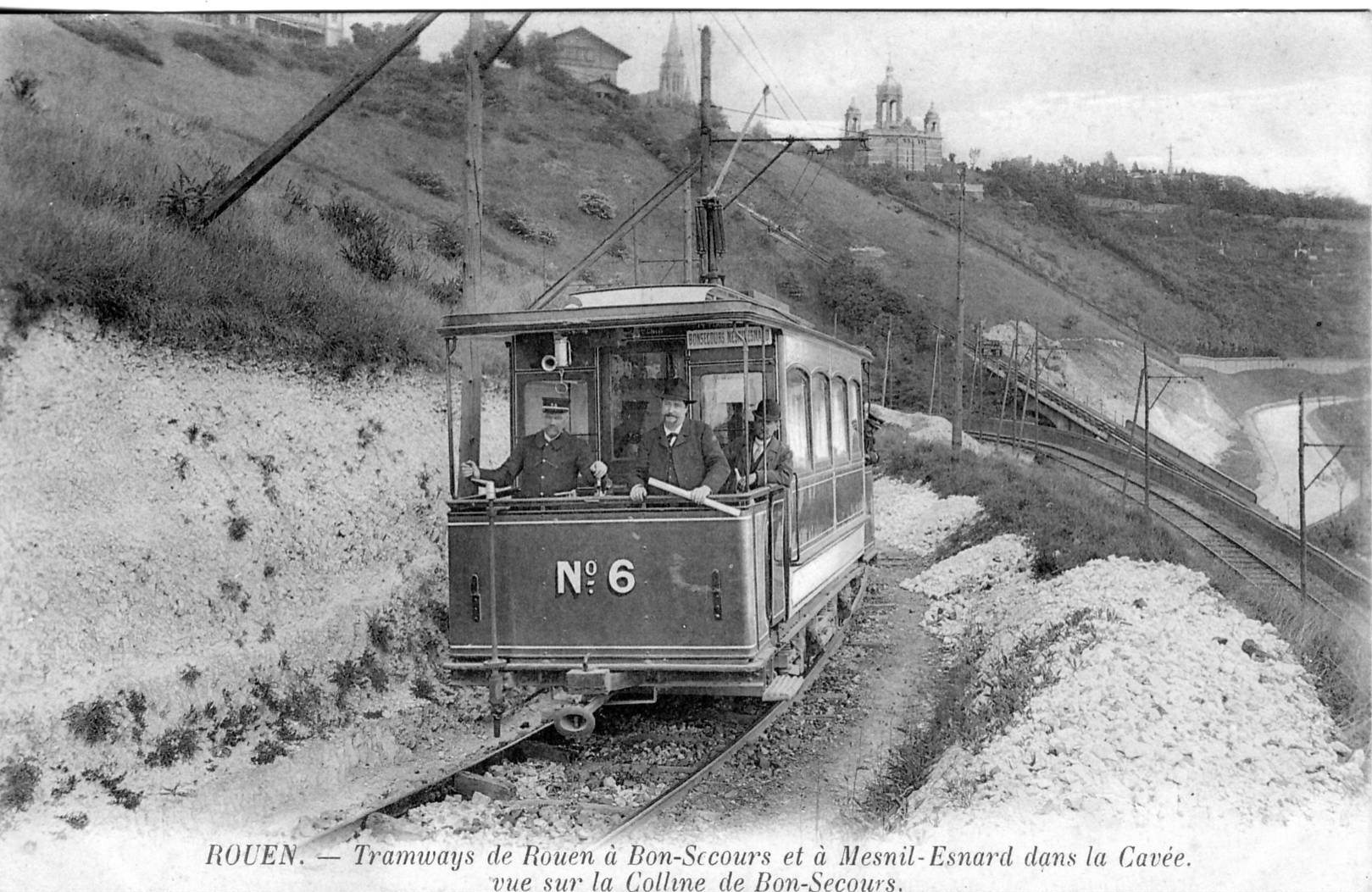
Motrice no 6 dans la « Cavée ». On distingue bien la voie ferrée en lacets, avec la même voie à un niveau inférieur sur la droite du cliché.
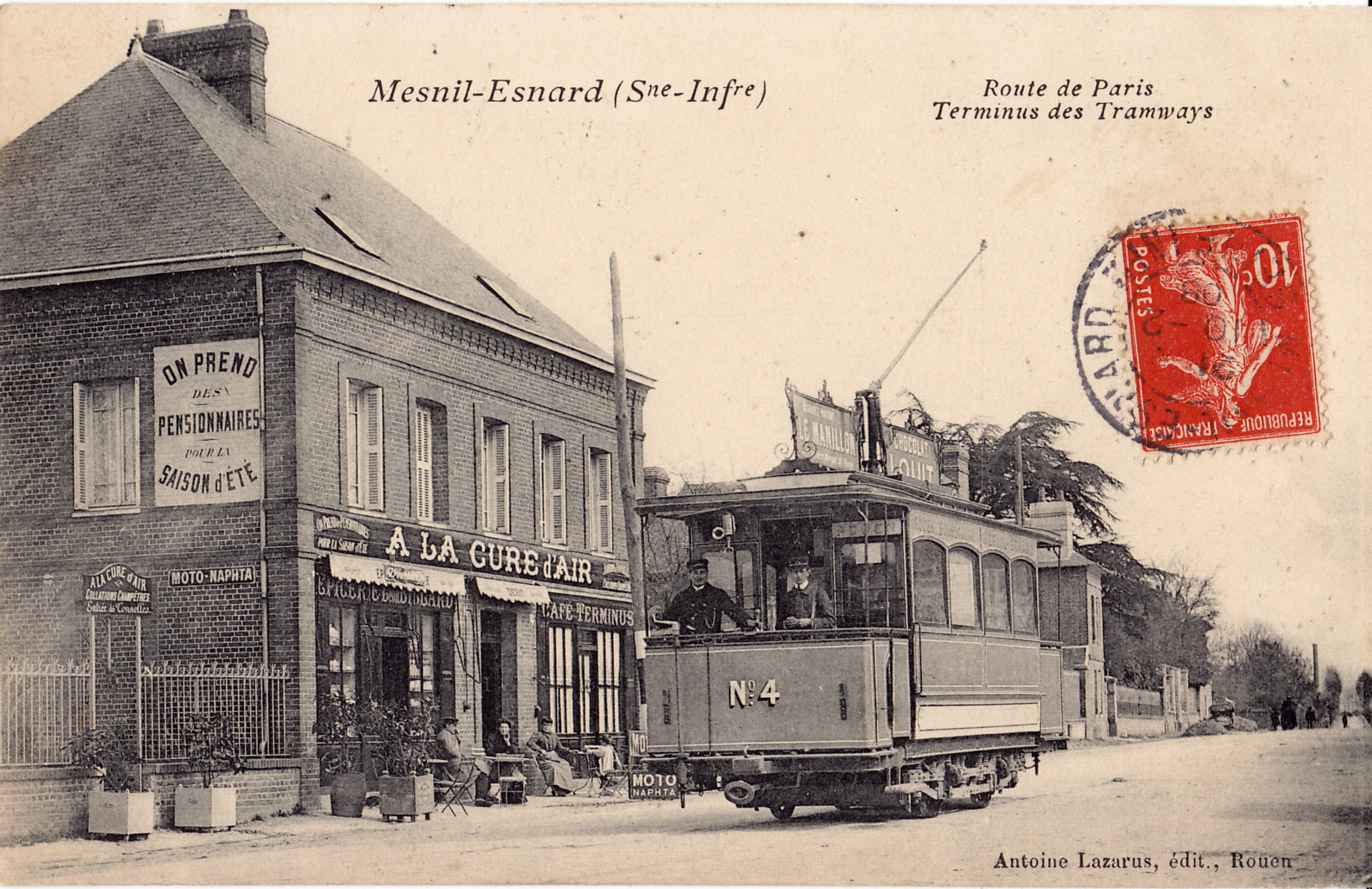
Motrice no 4 au terminus du Mesnil-Esnard.

#### Des destins différents

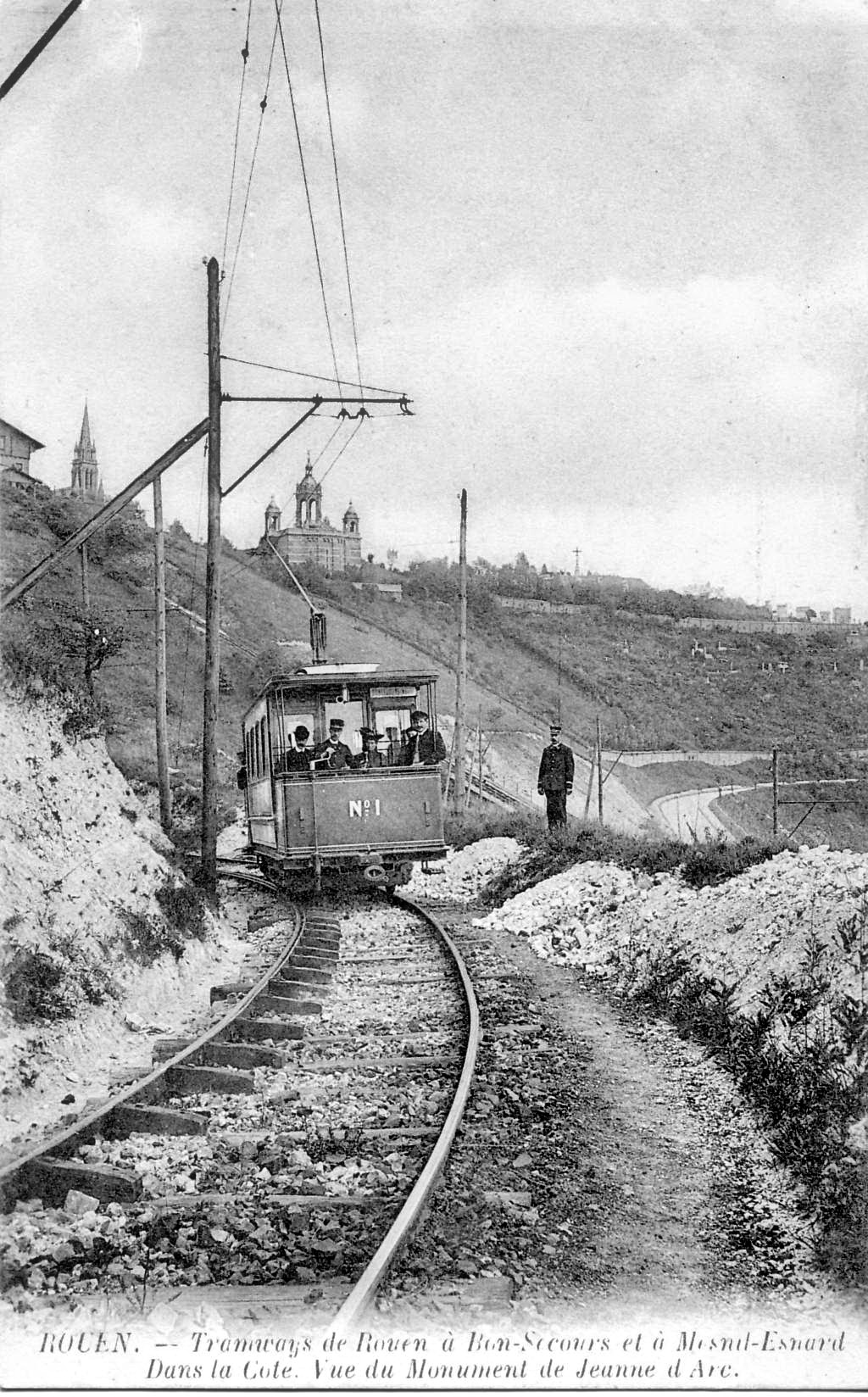
Le tramway de Bon-Secours dans la côte. Au sommet, le monument à Jeanne d'Arc.

Soixante-douze allers et retours quotidiens assuraient le succès du tramway qui transporta près de 700 000 voyageurs en 1901 contre 140 000 pour un funiculaire en pleine décrépitude financière (210 000 passagers en 1898). Les résultats étaient si catastrophiques que la Compagnie du Tramway de Bonsecours assura à partir du 25 novembre 1905 la gestion de ce chemin de fer de montagne, remplaçant le défunt Chemin Funiculaire d’intérêt local de Rouen-Eauplet au plateau de Bonsecours, mis en liquidation judiciaire. La valse des exploitants se poursuivant, ce fut en définitive la CTR qui reprit les deux voies ferrées, le 25 décembre 1909. Alors que le tramway connaissait toujours une bonne fréquentation (900 000 tickets vendus en 1913), la clientèle du funiculaire chutait inexorablement (30 000 titres de transport délivrés la même année), la recette tombait certains jours à moins de 1 franc. Faute de passagers, le funiculaire ferma le 25 mai 1915, le tramway allait donc assurer seul la desserte de Bonsecours. Son histoire se confond alors avec celle du réseau rouennais; le service fut définitivement interrompu le 24 février 1953.

### Le tramway du Trianon

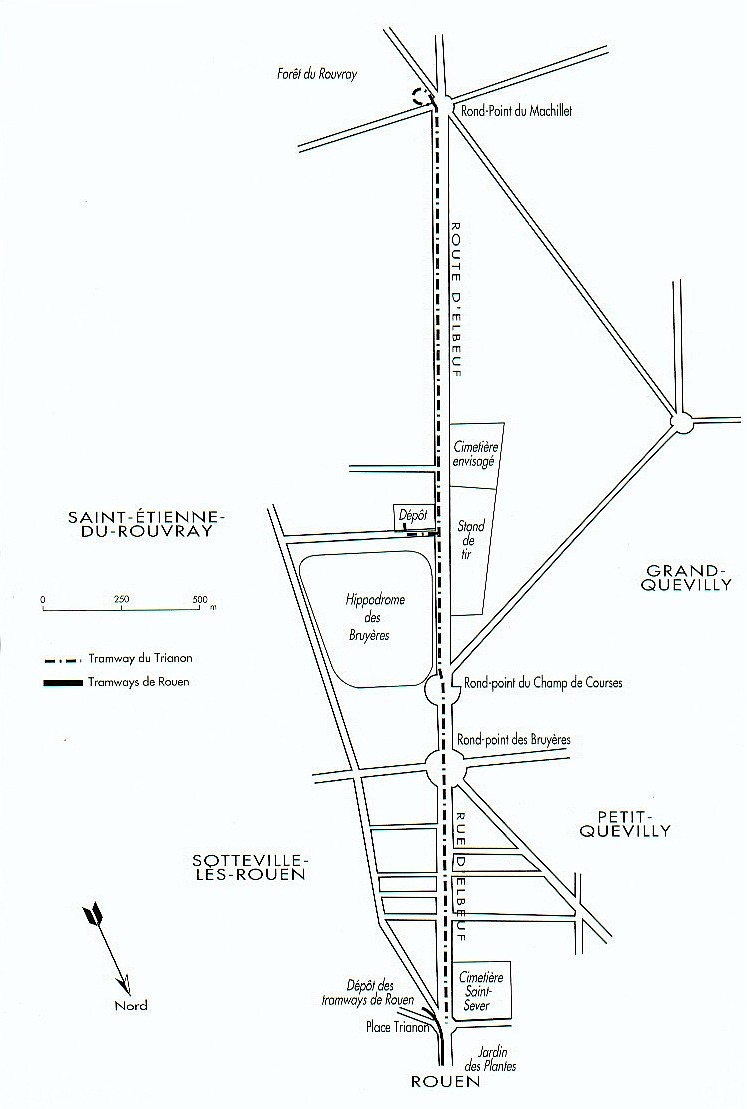
Plan du tramway du Trianon.

#### La nécessité d’une meilleure desserte de la rive gauche
Les banlieues de la rive gauche étaient, au début du XXe siècle, les principales bénéficiaires de l’expansion démographique de l’agglomération rouennaise, en particulier les communes de Sotteville (la grande cité cheminote) et du Grand-Quevilly, mais ces localités ne disposaient pas d’un réseau de transport en commun suffisant. Si la Compagnie des Tramways de Rouen avait bien mis en service quelques lignes, celles-ci répondaient mal aux attentes des riverains désireux d’user de liaisons rapides entre la périphérie et le centre-ville.
Ainsi la ligne 4 de la CTR, qui avait son origine place Beauvoisine, se terminait au rond-point du Trianon à l’extrémité du jardin des plantes. Son prolongement vers le sud jusqu’au rond-point des Bruyères, lieu d’éclatement des communications vers les nouvelles cités, et vers le champ de courses où se déroulaient chaque jeudi des compétitions hippiques importantes, avait été envisagé mais demeurait toujours en suspens.
Lasse de ces atermoiements, une personnalité sottevillaise, M. Hulin, armateur et propriétaire du château des Bruyères, demanda en 1903 la concession d’une ligne de tramway hippomobile à voie de 0,60 m, de type Decauville, qui assurerait la liaison entre le rond-point du Trianon et le champ de courses en suivant la route d’Elbeuf, soit un parcours de deux kilomètres. Deux années se passèrent en discussions sur la rentabilité du projet (rentabilité pour laquelle M. Hulin et M. Dagan, ingénieur des Ponts et Chaussées, se montrèrent bien optimistes) et sur l’opportunité de confier la construction de cette ligne à un concessionnaire autre que la Compagnie des Tramways de Rouen.
Ce temps de réflexion permit l’abandon du projet de traction animale et son remplacement par la traction mécanique, ainsi que le déplacement du terminus au-delà du champ de courses jusqu’à l’entrée d’un vaste cimetière que les autorités prévoyaient d’établir et à proximité d’un stand de tir.
Les tramways rouennais ne s’opposant pas à la mise en place d’un itinéraire qui ne leur portait pas préjudice, la déclaration d’utilité publique en tant que chemin de fer d’intérêt local fut obtenue le 10 mars 1905.

#### La mise en place de la ligne
Les travaux purent alors s’engager et la ligne fut mise en service le 1er avril 1906, bien que l’autorisation officielle d’ouverture ne date que du 28 du même mois. Ce court tronçon de 2 200 m, ouvert seulement au transport des voyageurs, présentait un tracé rectiligne entre le rond-point du Trianon et le champ de courses, la voie de 0,60 m était établie en accotement de la rue d'Elbeuf entre les arbres bordant cette artère et les clôtures des terrains alentour (dont beaucoup appartenaient à M. Hulin d’ailleurs).
Le service était assuré par deux petites automotrices à pétrole ouvertes de 24 CV, construites par les ateliers Turgan, qui offraient 16 places, et ce matériel était remisé au dépôt situé à proximité du champ de courses. La fréquence de la desserte était particulièrement élevée, puisque le nombre d’allers et retours quotidiens s’élevait à trente, la totalité de la ligne étant parcourue en dix minutes à la vitesse maximale de 25 km/h.
Les premiers mois d’exploitation ne répondirent pas aux attentes de M. Hulin, le trafic était beaucoup plus faible que prévu, le coefficient d’exploitation était catastrophique : 0,39. Comme la loi instituant une journée de repos hebdomadaire venait d’être votée en 1906, il fut décidé, dès le 12 janvier 1907, de prolonger la ligne de 800 m jusqu’au rond-point du Madrillet à l’orée de la forêt du Rouvray, lieu de promenade dominicale de nombreux Rouennais. Cette extension fut inaugurée le 27 août 1907, désormais la ligne étendait ses deux files de rails sur 3 000 m.
La même année, les automotrices à pétrole, dont le « bruit infernal » effrayait les chevaux au grand dam de leurs propriétaires, furent remplacées par des convois tractés. Deux locomotives à vapeur Orenstein & Koppel de type 020T, dont les cheminées avaient été munies d’un dispositif pare-étincelles pour éviter les incendies éventuels lors des circulations en lisière de la forêt du Rouvray, étaient placées à la tête de rames de deux voitures ouvertes (des baladeuses) accueillant seize voyageurs chacune.

#### Une existence éphémère

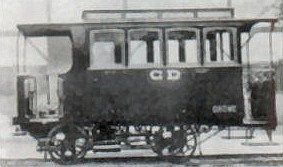
Automotrice Turgan à pétrole des débuts de l’exploitation.

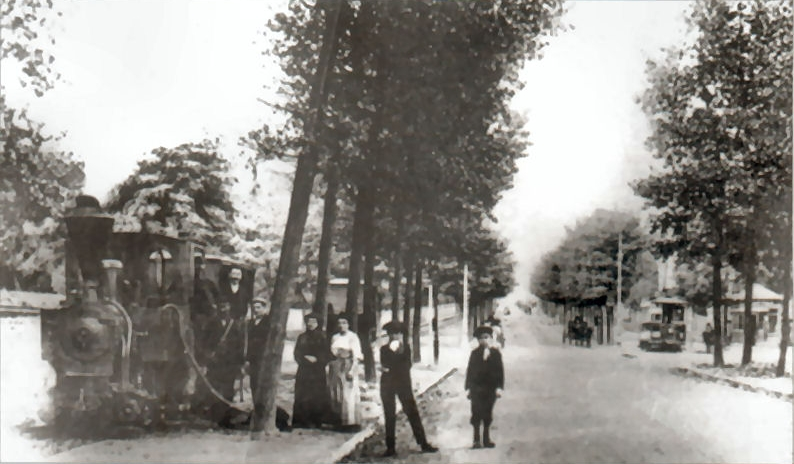
Le tramway du Trianon à l’arrêt à son terminus route d’Elbeuf, à proximité du Jardin des plantes ; à droite, une motrice du tramway électrique urbain redescendant vers Rouen.

La ligne ne fut pas rentable pour autant : le coefficient d’exploitation tomba à 0,32 pour l’année 1907 et le nombre des voyageurs transportés s’élevait à 34 000 contre 60 000 prévus. À l’exception du jeudi, jour de courses hippiques, et du dimanche où le tramway véhiculait de nombreux promeneurs amoureux des balades forestières, le matériel roulait avec fort peu de passagers, souvent à vide. De plus, le nombre élevé d’allers et retours interdisait au tramway la possibilité d’assurer les correspondances du réseau de Rouen, de telle sorte que les usagers de la petite ligne attendaient longtemps au rond-point du Trianon.
La situation était si préoccupante que la Compagnie du Tramway de Rouen-Trianon, qui, en janvier 1908, s’était substituée à M. Hulin, toujours principal actionnaire, demandait l’autorisation au conseil général de réduire la fréquence des voyages, mais aussi de mettre en service aux jours d’affluence des rames composées de quatre voitures au lieu des deux prévues dans le cahier des charges. Si ce dernier souhait fut accepté sans réticence par les autorités départementales, la réduction du service fut assortie de certaines conditions, comme peut nous l’indiquer cet extrait du rapport de M. Soulier (conseiller général de Rouen, 6e canton) daté du 6 mai 1908:

« Il est bien entendu que, du moment qu’il ne s’agit que d’un minimum, la Société restera toujours libre de mettre en marche le nombre de trains nécessaires pour transporter les voyageurs qui se présenteront, qu’elle satisfera à cette condition, son propre intérêt est garant, et, tout en donnant satisfaction plus complète au public, son matériel sera employé judicieusement, au lieu de rouler à vide pendant une partie de la journée au détriment de son entretien. Étant donné le peu de fréquentation de cette ligne les jours de semaine, sauf le jeudi (courses), on peut parfaitement admettre la réduction à 10 des voyages pour la partie allant du champ de courses à la forêt, mais, en ce qui concerne la partie du trajet de Trianon au champ de courses, il parait indispensable à l’ingénieur en chef (Lechalas) de maintenir le minimum de voyages à 30, sinon ce serait une sorte d’abandon de la ligne, car sur cette petite distance, il ne pourra s’établir un trafic appréciable qu’à condition de présenter des départs fréquents. »

Ces modifications du service allégèrent sans doute quelque peu les charges d’exploitation, mais le coefficient d’exploitation demeurait dramatiquement bas : 0,33 pour les dix premiers mois de l’année 1908. La décision de fermer cette petite ligne intervint donc comme un couperet le 1er novembre 1908. Ainsi s’achevait la courte histoire du tramway du Trianon, premier chemin de fer d’intérêt local victime de la logique économique mais surtout de deux erreurs congénitales : avoir voulu constituer un itinéraire indépendant du réseau de Rouen, avoir établi un terminus en pleine nature.
Ce chemin de fer fut déclassé officiellement par un décret du 14 septembre 1911, les rails furent enlevés, la voie publique remise en état ; aucune trace matérielle du tramway ne subsiste aujourd’hui alors que les autobus l’ont remplacé ; rares sont d’ailleurs les habitants de la rive gauche qui en ont conservé le souvenir.

## Personnel
La longue histoire du réseau, les changements d'exploitants ont laissé peu d'informations sur les employés du tramway et surtout sur la répartition de ceux-ci entre le personnel de la traction, de l'exploitation et de la voie.
En 1911 (peu de temps donc après l'incorporation dans le réseau du tramway de Bonsecours), la Compagnie des Tramways de Rouen comptait 657 employés avec un parc de 130 motrices et 43 remorques (pour 24 078 000 passagers transportés). En 1928, l'effectif était monté à 973 avec un parc de 135 motrices et 49 remorques (pour 30 149 000 voyageurs acheminés), ce qui correspond à l'apogée du réseau en termes de personnel et de voyageurs.
La forte augmentation du nombre des agents entre ces deux dates, alors que le parc et le nombre des passagers ne connaissaient pas un accroissement du même ordre, s'explique par deux éléments essentiels. D'une part, la réduction du temps de travail a contraint la compagnie à engager du personnel supplémentaire pour accomplir les mêmes tâches, d'autre part, le trafic avait commencé à changer de nature : à la fréquentation relativement régulière au cours de la journée et de la semaine succédait une répartition plus inégale avec des pointes et des creux dans le trafic mobilisant un surcroît de personnel.
À partir de la fin des années 1920, les effectifs baissèrent ; on ne comptait guère plus de 500 employés lors de l'arrêt de l'exploitation du tramway en 1953.

## Épilogue

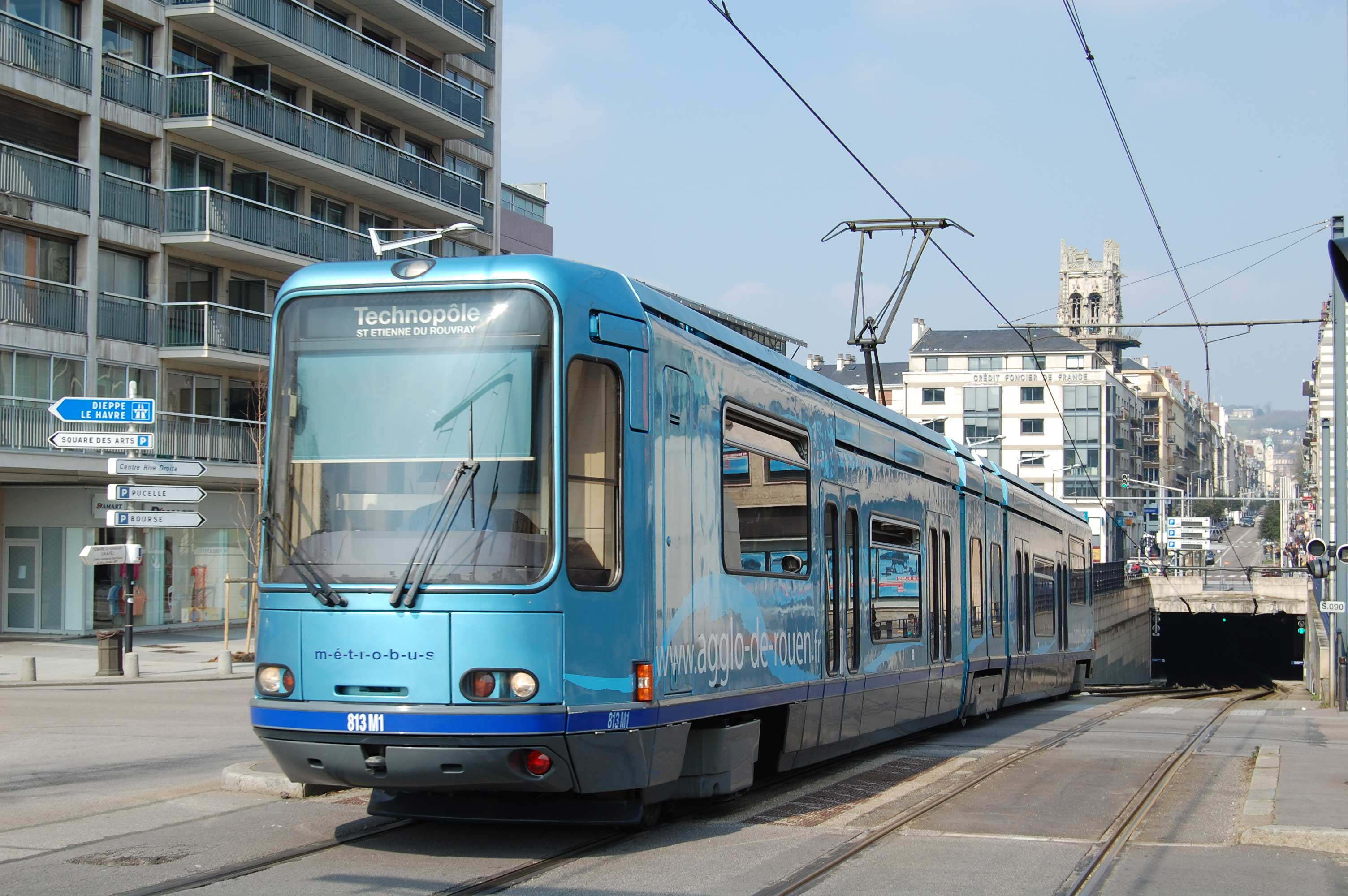
Un tramway de Rouen en 2007.

En 1953 disparaissait un des plus longs réseaux de tramways électriques de France, souvent novateur en matière de traction et qui avait rendu d’inappréciables services à la population de la grande ville normande. L’histoire aurait pu, comme dans d’autres communes, s’arrêter là, mais, à l’instar de nombreuses agglomérations comme Nantes ou Grenoble, progressivement asphyxiées par le trafic automobile et désireuses de diversifier l’offre de transport public, Rouen a décidé, dans les années 1980, de remettre en service une version modernisée de ce mode de communication. Sous l’égide du SIVOM (Syndicat intercommunal à vocations multiples), regroupant les communes du Grand Rouen (soit près de 400 000 habitants), des discussions s’engagèrent dès 1982.
L’examen de la mise en place d’un mode de transport lourd fut confié, en 1986, au CETE (Centre d’étude technique et de l’équipement) qui rendit des conclusions favorables à la construction d’un tramway moderne. Un avant-projet fut lancé en septembre 1987 avant que la déclaration d'utilité publique n’intervienne le 22 avril 1991. Les travaux purent ainsi commencer, le matériel être commandé auprès de GEC-Alsthom et, le 16 décembre 1994, Rouen retrouvait, avec l’inauguration de la première ligne en forme de Y, son tramway.